# Kim Clijsters
Kim Antonie Lode Clijsters (wym. [kɪm ˈklɛistərs]ⓘ, ur. 8 czerwca 1983 w Bilzen) – belgijska tenisistka, była liderka rankingu światowego w singlu i w deblu, ośmiokrotna finalistka turniejów wielkoszlemowych w singlu i dwukrotna w deblu, triumfatorka US Open 2005, US Open 2009, US Open 2010 i Australian Open 2011 w singlu oraz Wimbledonu 2003 i Roland Garros 2003 w deblu. W sumie wygrała 41 turniejów w grze pojedynczej i 11 w grze podwójnej (2012-09-02). Wchodziła także w skład reprezentacji Belgii, która w roku 2001 zwyciężyła w rozgrywkach Fed Cup.
Jej sportowa kariera trwała od 1997. 6 maja 2007 Belgijka ogłosiła zakończenie tenisowej kariery, jednak po prawie dwóch latach (26 marca 2009) zapowiedziała powrót jeszcze tego roku na letni sezon twardych kortów. 11 sierpnia 2009 opodal Cincinnati rozegrała swój pierwszy mecz po ponaddwuletniej przerwie, związanej m.in. z urodzeniem dziecka. Zawodniczka określa ten nowy etap mianem „drugiej kariery”. W trzecim turnieju po przerwie wygrała swoje drugie mistrzostwo wielkoszlemowe w grze pojedynczej. 29 sierpnia 2012 podczas turnieju US Open rozegrała swój ostatni mecz singlowy we wznowionej karierze. Po raz kolejny powróciła do profesjonalnego tenisa 17 lutego 2020 podczas zawodów w Dubaju.
W 2017 została uhonorowana miejscem w Międzynarodowej Tenisowej Galerii Sławy.

## Styl gry
Cechują ją następujące warunki fizyczne: 174 cm wzrostu, waga 68 kg, mocne mięśnie ud oraz duża giętkość. Clijsters, podobnie jak Jelena Janković i Swietłana Kuzniecowa, potrafi wykonywać głębokie szpagaty, by odbić piłkę znajdującą się poza jej zasięgiem. Umie ślizgać się na każdej nawierzchni, nawet na korcie twardym.

Musisz po prostu oczekiwać, że ona odbierze każdą piłkę. Bieganie z rogu do rogu to dla niej bułka z masłem. Największym zaskoczeniem jest to, że to był jej 14. kolejny mecz, a ja nie odczuwałam, że jest fizycznie zmęczona. Ja tak nie potrafię w tym momencie. Ona może grać cały dzień.

Clijsters posługuje się prawą ręką, ale jej bekhend jest oburęczny. Gra zawodniczki oparta jest głównie na grze kątowej oraz utrzymywaniu się przy linii końcowej, chociaż potrafi ona wykorzystać każde miejsce kortu. Jej uderzenia po odbiciu się piłki są głębokie i mocne. Ponadto wykorzystuje w meczach różnorodne top spiny oraz grę kątową. Tenisistka wykonuje szybko drugi serwis po nietrafionym pierwszym, co powoduje wysoką liczbę podwójnych błędów serwisowych w niektórych spotkaniach. Styl gry Clijsters to połączenie wszechstronności i agresywności. W związku z agresywnym stylem gry jaki prezentowała, odniosła różnorodne kontuzje.

## Kariera

### Kariera juniorska
Karierę juniorską rozpoczęła pod koniec maja 1997. W pierwszym roku występów grała wyłącznie na kortach ziemnych. Dwa razy dotarła do półfinału – w Prato i Międzynarodowych Mistrzostwach Juniorów Astrid Bowl w Belgii. Wzięła także udział w turnieju Orange Bowl, ale odpadła w nim w ćwierćfinale po porażce z Tiną Pisnik 0:6, 5:7.
Rok 1998 rozpoczęła od zwycięstwa w zawodach rozgrywanych na Słowacji. Wygrała tam m.in. z Danielą Hantuchovą i Klárą Koukalovą. We Florencji i Astrid Bowl przegrała w finale, w tym drugim pokonała ją Jelena Dokić. W Międzynarodowych Mistrzostwach Juniorów we Francji odpadła w I rundzie, wyeliminowana znowu przez Pisnik. Następnie Clijsters wystąpiła w juniorskim Wimbledonie, gdzie zrewanżowała się Pisnik w ćwierćfinale, a Dokić w półfinale. W decydującym pojedynku jej rywalką była Katarina Srebotnik, ale Belgijka ten mecz przegrała 6:7, 3:6. W US Open odpadła w drugiej rundzie. Pod koniec roku wygrała Prince Cup.
W 1999 wystąpiła tylko w międzynarodowych mistrzostwach juniorów we Francji, w których przegrała w ćwierćfinale z Liną Krasnorucką 6:1, 4:6, 4:6. Był to jej ostatni turniej juniorski. Najwyższą pozycję jaką osiągnęła w rankingu juniorskim w grze pojedynczej było miejsce 11. w rankingu opublikowanym 31 grudnia 1998.
W grze podwójnej osiągnęła więcej sukcesów. W pierwszym starcie z Sofie Borgions triumfowała w Salsomaggiore Terme po wygranej w finale z deblem Anastasija Myskina i Jelena Diemientjewa 3:6, 6:4, 6:3. Pod koniec 1997 z Węgierką Zsófią Gubacsi wygrała Orange Bowl. W 1998 z Jeleną Dokić zwyciężyła w juniorskim French Open, pokonując w finale parę Jelena Diemientjewa i Nadieżda Pietrowa 6:4, 7:6. Z tą samą partnerką odpadła w I rundzie Wimbledonu. Grając z Dunką Evą Dyrberg, wygrała w turnieju w Kanadzie, a następnie w US Open.
Ostatnim rozegranym turniejem juniorskim był French Open w 1999, w którym debel Kim Clijsters i Mia Buric przegrał w finale z parą Flavia Pennetta i Roberta Vinci 5:7, 7:5, 4:6.
Najwyższą pozycję jaką osiągnęła w rankingu juniorskim w grze podwójnej było miejsce 4. w rankingu opublikowanym 31 grudnia 1998.

### Początki
Turniejową mentorką Belgijki (osobą wprowadzającą tenisistkę w świat zawodowego tenisa ziemnego) była Sabine Appelmans. Swój pierwszy turniej ITF Clijsters rozegrała w sierpniu 1997 w Koksijde, gdzie dotarła do ćwierćfinału. Były to jedyne rozgrywki ITF, w których wzięła udział w tym roku.
Rok później wystartowała w czterech turniejach ITF w singlu. Wygrała dwa pierwsze, w Brukseli i Koksijde. W dwóch następnych dotarła do drugiej rundy (w Brukseli) i ćwierćfinału (w Ramat ha-Szaron). W tych samych zawodach grała również w grze deblowej. Dwukrotnie wygrała w stolicy Belgii jako partnerka Stephanie De Ville oraz Cindy Schuurmans, w Koksijde osiągnęła półfinał z Brechtje Bruls, natomiast w Ramat ha-Szaron triumfowała wspólnie z Justine Henin.
Zawodową karierę rozpoczęła w 1999, w wieku 16 lat. Najpierw wystąpiła w trzech turniejach ITF. Zwyciężyła w Sheffield, była finalistką w Reims – przegrała z Henin – i półfinalistką w Espinho. W swoim debiucie w turnieju WTA (Belgian Open) odpadła w III rundzie kwalifikacji, ale mimo to dostała się do turnieju głównego jako lucky loser. Dotarła do ćwierćfinału, w którym Sarah Pitkowski pokonała ją 3:6, 7:5, 6:1. Na Wimbledonie jako kwalifikantka w III rundzie wyeliminowała Amandę Coetzer (rozstawioną z „dwunastką”), jednak w kolejnym pojedynku przegrała ze Steffi Graf. W Knokke-Heist odpadła w I rundzie. W US Open w trzecim spotkaniu poniosła porażkę 6:4, 2:6, 5:7 z późniejszą triumfatorką turnieju, Sereną Williams.
| Pierwszy wygrany turniej WTA Kim Clijsters – Dominique Monami 6:2, 6:2 Luksemburg, 20 września 1999 |

Pod koniec września wygrała swój pierwszy turniej WTA. Był to FORTIS Championships Luxembourg, w którego finale Clijsters pokonała inną Belgijkę, Dominique Monami. We wcześniejszych rundach wygrała m.in. z Katariną Srebotnik i Anke Huber. Kilka tygodni później dotarła do finału w grze pojedynczej Eurotel Slovak Indoor w Bratysławie, gdzie przegrała 3:6, 3:6 z Francuzką Amélie Mauresmo. Następnie odpadła w I rundzie w Lipsku i w Advanta Championships w Filadelfii.
W grze podwójnej osiągnęła półfinał ITF-u w Sheffield i I rundy w Reims oraz Espinho. W Belgian Open dotarła do ćwierćfinału, w Knokke-Heist przegrała w pierwszym spotkaniu. Następnie, wraz z Laurence Courtois, wygrała Eurotel Slovak Indoor. W Lipsku i Filadelfii osiągnęła kolejno ćwierćfinał i I rundę.

### 2000 – 2001
Na początku 2000 zwyciężyła w Hobart. Wygrała tam z takimi zawodniczkami jak Ruxandra Dragomir czy Chanda Rubin. W Australian Open i French Open odpadła w I rundzie, w Wimbledonie i US Open w drugiej. Osiągnęła II rundę turnieju w Hannoverze i IV rundy BNP Paribas Open oraz Sony Ericsson Open. W Belgian i UNICEF Open dotarła do II rundy. Turnieje w Stanford i San Diego zakończyły się dla niej porażkami w pierwszym meczu.
Dotarła do ćwierćfinału Pilot Pen Tennis, a także rozgrywek w Luksemburgu. W Filderstadt po zwycięstwach m.in. nad Conchitą Martínez i Nathalie Tauziat wystąpiła w finale, w którym przegrała z Martiną Hingis 0:6, 3:6. Triumfowała w Sparkassen Cup w Lipsku po pokonaniu w decydującym spotkaniu Jeleny Lichowcewej 7:6(6), 4:6, 6:4, wcześniej eliminując z turnieju dwie zawodniczki z pierwszej dziesiątki rankingu WTA, Arantxę Sánchez-Vicario i Annę Kurnikową. W mistrzostwach WTA odpadła w ćwierćfinale.
W grze deblowej przegrała w I rundzie Australian i French Open, w II Wimbledonu i w III US Open. Wystąpiła w trzech finałach, w pierwszym rozgrywanym w Hobart z Alicią Molik (przegrały z Ritą Grande i Émilie Loit), drugi w Antwerpii zakończył się jej triumfem z rodaczką Sabine Appelmans. W turnieju rozgrywanym w Lipsku z Laurence Courtois uległa parze Sánchez Vicario/Sidot.
Dotarła do III rundy French Open oraz finału miksta w Wimbledonie w parze ze swym ówczesnym partnerem życiowym Lleytonem Hewittem, jednak w decydującym spotkaniu przegrali z Kimberly Po i Donaldem Johnsonem 4:6, 6:7(3).
W 2001 r. osiągnęła II rundę Sydney International i czwartą Australian Open, w której przegrała z Lindsay Davenport. Potem dotarła do ćwierćfinału zawodów w Scottsdale oraz finału Indian Wells, gdzie pokonała ją Serena Williams 4:6, 6:4, 6:2. We wcześniejszej fazie tego turnieju wyeliminowała Justine Henin i Martinę Hingis. W Miami odpadła w IV fazie rywalizacji. Przed French Open wystąpiła w trzech turniejach na kortach ziemnych. Najdalej dotarła w chorwackim Bol (półfinał), w Berlinie poniosła porażkę w pierwszym spotkaniu z Anne Kremer, a w Rzymie przegrała w II rundzie.
Po wcześniejszych nieudanych występach dotarła do półfinału French Open, w którym wygrała z Justine Henin 2:6, 7:5, 6:3 i osiągnęła swój pierwszy wielkoszlemowy finał w grze pojedynczej, triumfowała w nim jednak jej rywalka Jennifer Capriati. Mecz zakończył się po 2 godzinach i 21 minutach walki wynikiem 6:1, 4:6, 10:12, a trzeci set był najdłuższym w historii kobiecych finałów w tej imprezie.
Następnie Clijsters dotarła do finału UNICEF Open, gdzie pokonała ją Henin, i ćwierćfinału Wimbledonu. W Knokke-Heist przegrała w półfinale z Irodą Tulyaganovą.
W Bank of the West Classic zrewanżowała się w finale Davenport za porażkę w tegorocznym Wimbledonie, wygrywając z nią 6:4, 6:7(5), 6:1. W kolejnych turniejach nie zdołała powtórzyć tego wyniku – zawody w San Diego to przegrana w II rundzie, w LA Women’s Tennis Championships – w ćwierćfinale. W New Haven osiągnęła półfinał, który poddała walkowerem w meczu przeciwko Davenport. Po zwycięstwach m.in. nad Henrietą Nagyovą i Jeleną Diemientjewą dotarła do ćwierćfinału US Open, gdzie została pokonana przez Venus Williams. W Tokio dotarła do półfinału.
Następnie obroniła tytuł w Lipsku, wygrywając z Francescą Schiavone, Silvią Fariną Elią, Jeleną Diemientjewą i Magdaleną Maleewą. W Filderstadt odpadła w II rundzie, po czym po raz drugi wygrała turniej w Luksemburgu po zwycięstwie w finale nad Lisą Raymond 6:2, 6:2. W mistrzostwach WTA pokonała ją w półfinale Lindsay Davenport. Jesienią tego roku wraz z reprezentacją narodową zdobyła Puchar Federacji, zwyciężając z drużyną rosyjską 2:1. W swoim pojedynku Kim Clijsters wygrała z Diemientjewą 6:0, 6:4.
W grze deblowej przegrała w III rundzie Australian i French Open. W Wimbledonie z Ai Sugiyamą dotarła do finału rozgrywek, w których finale pokonały je Lisa Raymond i Rennae Stubbs 6:4, 6:3. W Sydney, Indian Wells, Miami, Rzymie oraz w Los Angeles odpadała po pierwszych meczach. Turniej w Scottsdale to poddany walkowerem mecz finałowy, natomiast w 's-Hertogenbosch debel Clijsters/Oremans w decydującym spotkaniu przegrał z Ruxandrą Dragomir i Nadią Pietrową 6:7(5), 7:6(5), 4:6. W San Diego, Lipsku oraz Filderstadt przegrała w półfinale. W Tokio osiągnęła czwarty finał, także przegrany, tym razem z deblem Black/Huber.

### 2002
Rok 2002 rozpoczęła od półfinału rozgrywanego w Sydney turnieju Sydney International, gdzie lepsza okazała się od niej Martina Hingis. Kolejny start, czyli Australian Open, to wyrównanie wyniku z rozgrywanych na początku roku zawodów. Tym razem poniosła porażkę z Jennifer Capriati 5:7, 6:3, 1:6. W obu turniejach pokonała w ćwierćfinałach bez straty seta Justine Henin. W Indian Wells odpadła już w II etapie po pojedynku z Nathalie Dechy. Start w Miami zakończyła na fazie ćwierćfinałowej, w której pokonała ją Monica Seles 4:6, 6:3, 6:3.
Clijsters wystąpiła potem w dwóch niemieckich turniejach. Najpierw odniosła triumf w Betty Barclay Cup po wygranej w finale z Venus Williams 1:6, 6:3, 6:4. Wcześniej dwie spośród jej rywalek poddały mecz przez krecz – były to Barbara Rittner i Jelena Dokić. Następnie w Berlinie odpadła już w II rundzie, pierwszą miała wolną. Jej pogromczynią była Anna Smasznowa-Pistolesi. W Rzymie po zwycięstwie w ćwierćfinale nad Sandrine Testud doszło do ósmego spotkania Kim Clijsters z Justine Henin. Tym razem wygrała ta druga, a bilans między zawodniczkami był równy – 4:4.
W kolejnych dwóch turniejach wielkoszlemowych Belgijka odpadła w III rundzie French Open i w drugiej Wimbledonu po porażkach z Clarisą Fernández i Jeleną Lichowcewą. W międzyczasie przegrała w ćwierćfinale UNICEF Open z Tiną Pisnik 6:7(5), 2:6. W Stanford wyeliminowała w ćwierćfinale Jelenę Janković, wtedy 262. zawodniczkę rankingu WTA. Później wygrała z Lindsay Davenport 4:6, 6:4, 6:2. W finale pokonała ją Venus Williams 6:3, 6:3.
Podczas Acura Classic w San Diego po raz kolejny pokonała ją Williams, tym razem w ćwierćfinale 6:3, 5:7, 6:4.
Następnie doznała dwóch wczesnych porażek, w II rundzie w LA Women’s Tennis Championships z Katariną Srebotnik 4:6, 6:2, 4:6 oraz w III rundzie w Montrealu z Barbarą Schett 4:6, 4:6. W US Open dotarła do IV rundy, gdzie wygrała z nią Amélie Mauresmo.
W końcówce sezonu osiągnęła dalsze fazy turniejów – najpierw finał w Tokio (przegrana z młodszą z sióstr Williams 6:2, 3:6, 3:6), potem półfinał Sparkassen Cup i porażka z Anastasiją Myskiną 4:6, 7:5, 6:7(3). W kolejnym starcie odniosła triumf w Porsche Tennis Grand Prix, gdzie wygrała z 5 zawodniczkami z pierwszej trzydziestki rankingu: Myskiną, Ivą Majoli, Davenport, Mauresmo oraz Danielą Hantuchovą. Podczas Zurich Open w Zurychu przegrała w ćwierćfinale z Davenport.
Następnie triumfowała w singlu w Luksemburgu po zwycięstwie w decydującym meczu z Magdaleną Maleewą 6:1, 6:2. Ostatnim startem tenisistki w tym roku był WTA Championships. Osiemnastoletnia Clijsters, wtedy numer 6 na świecie, wygrała z numerem 4 Justine Henin 6:2, 6:1 oraz numerem 14 Chandą Rubin 6:1, 6:2. W półfinale pokonała – numer 2 Venus Williams 5:0 i krecz rywalki, a w finale jej siostrę (ówczesną liderkę światowego rankingu) Serenę 7:5, 6:3,
Brała udział w kilku turniejach w grze podwójnej. Z Ai Sugiyamą odpadła w I rundzie w Sydney i w III rundzie Australian Open. Wspólnie z Jeleną Dokić dotarła do ćwierćfinału w Montrealu, w Lipsku, San Diego i Tokio odpadła w I fazie rywalizacji. Wygrała z nią także rozgrywki w Los Angeles, gdzie w finale debel Clijsters/Dokić pokonał parę Hantuchová/Sugiyama 6:3, 6:3. Z Meghann Shaughnessy osiągnęła ćwierćfinał US Open po wyeliminowaniu w III rundzie debla Raymond/Stubbs rozstawionego z numerem 1. W Filderstadt z Chandą Rubin przegrała w I rundzie, a w Zurychu z Hantuchovą w półfinale. W ostatnim starcie, w Luksemburgu, razem z Janette Husárovą zwyciężyła w całym turnieju.

### 2003

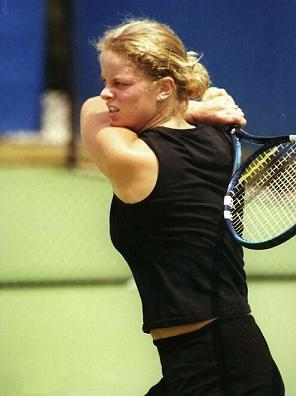
Kim Clijsters

Belgijka rozpoczęła rok 2003 od zwycięstwa w turnieju Sydney International. Bez straty seta pokonała w nim Szwajcarkę Patty Schnyder, Chandę Rubin, Henin oraz Davenport. Po sukcesie w Sydney osiągnęła półfinał Australian Open, w którym uległa Serenie Williams 6:4, 3:6, 5:7. W nowym turnieju w Antwerpii dotarła do finału, gdzie lepsza okazała się Venus Williams. Kolejny start i finał singla – tym razem w Scottsdale – przegrała z Sugiyamą 6:3, 5:7, 4:6. Następnie Clijsters triumfowała w Indian Wells po wygranej z Lindsay Davenport 6:4, 7:5 w decydującym meczu. W ostatnim starcie na kortach twardych w pierwszej połowie roku dotarła do półfinału Nasdaq-100 Open, gdzie doznała kolejnej porażki z Sereną.
Sezon kortów ziemnych to finały Clijsters: w Qatar Telecom German Open przegrała z Justine Henin 4:6, 6:4, 5:7 po wcześniejszych dwóch wygranych z rodaczką na początku sezonu, w Rzymie natomiast pokonała Amélie Mauresmo 3:6, 7:6(3), 6:0. Następnie po raz drugi w karierze zagrała w finale wielkoszlemowego turnieju. Po wygranych z Amerykanką Amy Frazier, Niemką Marlene Weingärtner, Argentynką Paolą Suárez, Bułgarką Magdaleną Maleewą, Hiszpanką Conchitą Martínez i Rosjanką Nadią Pietrową po raz czwarty w tym roku miała zmierzyć się z Henin. Poniosła drugą porażkę – przegrała 0:6, 4:6.
Na kortach trawiastych wygrała zawody w 's-Hertogenbosch, przy stanie 6:7(4), 3:0 jej rywalka Henin skreczowała. Następnie odpadła w półfinale Wimbledonu. Przegrała tam z Venus Williams 6:4, 3:6, 1:6.
Przed US Open osiągnęła kolejne 3 finały w grze pojedynczej. W Stanford wygrała z Jennifer Capriati, w San Diego przegrała z Henin, w East West Bank Classic pokonała zaś Davenport w finale. Po wygranym turnieju LA Women’s Tennis Championships została liderką rankingu WTA jako pierwsza w historii Belgijka. Tydzień wcześniej została liderką tego samego rankingu, ale w deblu. Dokonała tego bez zwycięstwa w turnieju wielkoszlemowym.
Jako pierwsza zawodniczka rankingu odpadła w III rundzie rozgrywek w Toronto – wygrała z nią Rosjanka Lina Krasnorucka. Bez straty seta pokonała sześć rywalek, m.in. Swietłanę Kuzniecową, Mauresmo czy Davenport i dotarła do finału US Open. W nim jej rywalką była Justine Henin. Clijsters przegrała z nią drugi finał wielkoszlemowy, w tym pojedynku 5:7, 1:6.
W Lipsku półfinałowe spotkanie z Anastasiją Myskiną Belgijka poddała przez krecz. Swojej rodaczce Henin zrewanżowała się w Filderstadt, gdzie wygrała z nią 5:7, 6:4, 6:2 w decydującym spotkaniu. Było to ósme i ostatnie ich spotkanie w tym roku, a każda z nich wygrała po 4 mecze. W następnych turniejach dotarła do półfinału Zurich Open i wygrała w Luksemburgu (w półfinale pokonała Mariję Szarapową 6:0, 6:3).
W ostatnim turnieju w roku (mistrzostwach WTA) Clijsters wygrała ze wszystkimi swoimi rywalkami: Mauresmo (w rozgrywkach grupowych i w finale), Diemientjewą, Rubin i Capriati i po raz drugi wygrała w tych rozgrywkach. W całym roku 2003, dotarła do 15 finałów turniejowych w grze singlowej, wygrywając 9 z nich. Jej bilans spotkań w grze pojedynczej wyniósł 90-12.
Przez cały rok występowała w grze podwójnej z Japonką Ai Sugiyamą. Triumfowała w 7 turniejach, w tym w dwóch wielkoszlemowych (French Open i Wimbledon). W tym pierwszym w decydującym pojedynku debel Clijsters/Sugiyama pokonał Hiszpankę Virginię Ruano Pascual i Argentynkę Paolę Suárez 6:7, 6:2, 9:7. W drugim wygrały z tym samym deblem 6:4, 6:4.
Pozostałe zwycięstwa odniosła w Sydney, Antwerpii, Scottsdale, San Diego i Zurychu. Do finałów debel dotarł w Indian Wells, Berlinie i mistrzostwach WTA, w których Suárez i Ruano Pascual zrewanżowały się za dwa przegrane finały wielkoszlemowe.
W Australian Open Clijsters i Sugiyama osiągnęły ćwierćfinał, gdzie przegrały z siostrami Williams 4:6, 5:7, w US Open para odpadła w II rundzie po poddaniu spotkania walkowerem. W Miami debel przegrał w ćwierćfinale. Bilans spotkań Belgijki w grze deblowej wyniósł 47-5.

### 2004 – 2005
Pierwszym startem Kim Clijsters w 2004 był udział w Australian Open. Belgijka wygrała w nim 6 spotkań bez straty seta, m.in. z Rosjanką Dinarą Safiną, Włoszką Silvią Fariną Elią, Rosjanką Anastasiją Myskiną i Szwajcarką Patty Schnyder. W finale znowu grała z Justine Henin. Po trzech setach walki (3:6, 6:4, 3:6) musiała uznać wyższość rywalki, z którą przegrała trzeci spośród czterech ostatnich finałów wielkoszlemowych.
W lutym Clijsters odniosła dwa turniejowe triumfy na nawierzchni dywanowej. Pierwszym był Open GDF Suez i zwycięstwo 6:2, 6:1 nad Francuzką Mary Pierce w finale, drugim Proximus Diamond Games i wygrana z Fariną Elią. Następnie poddała walkowerem mecz III rundy w Indian Wells z Amerykanką Laurą Granville. Przyczyną były problemy Belgijki z nadgarstkiem.
W maju tego roku podczas turnieju w Berlinie doznała kontuzji lewego nadgarstka i po raz drugi poddała spotkanie walkowerem (tym razem z Chorwatką Karoliną Šprem). W czerwcu przeszła operację i prawie całą resztę sezonu spędziła na rehabilitacji.
Kontuzja wyłączyła ją ze startów na prawie 5 miesięcy. Podczas próby powrotu we wrześniowym turnieju w belgijskim Hasselt kontuzja odnowiła się w czasie półfinałowego meczu z Rosjanką Jeleną Bowiną. Uraz przedłużył przerwę w startach Clijsters do lutego kolejnego roku i groził nawet zakończeniem kariery w wieku 21 lat. Przerwa w startach spowodowała spadek Belgijki na 87. miejsce (początek lutego 2005) w rankingu WTA.
W lutym 2005 wystąpiła w belgijskiej Antwerpii. Z turnieju wyeliminowała ją w ćwierćfinale Serena Williams. Jako 133. zawodniczka rankingu rozpoczęła grę w Indian Wells. Pokonała tam 7 rywalek, z czego 5 rozstawionych (Shinobu Asagoe, Jewgieniję Liniecką, Conchitę Martínez, Jelenę Diemientjewą i Lindsay Davenport) i sięgnęła po tytuł. W Miami również wygrała wszystkie spotkania, eliminując 6 rozstawionych tenisistek. Były to: nr 24 Amy Frazier, nr 12 Nathalie Dechy, nr 5 Anastasija Myskina, nr 4 Diemientjewa, nr 1 Mauresmo i nr 2 Marija Szarapowa. Clijsters nie straciła w tym turnieju seta. Po tych dwóch triumfach Clijsters awansowała o 116 pozycji w rankingu.
Następnie dotarła do półfinału J&S Cup oraz III rundy w Berlinie. Pomiędzy dwiema porażkami z Lindsay Davenport w IV rundach French Open i Wimbledonu zwyciężyła w Eastbourne. W finale wygrała tam z Wierą Duszewiną 7:5, 6:0.
Kolejne turniejowe zwycięstwo odniosła w Stanfordzie, gdzie w decydującym spotkaniu pokonała Venus Williams 7:5, 6:2. W San Diego dotarła do ćwierćfinału, wcześniej wygrywając w II rundzie z Polką Martą Domachowską (wtedy 52. zawodniczką rankingu WTA) 6:3, 6:1. Porażka z Chinką Peng Shuai w ćwierćfinale była jej jedyną porażką w US Open Series. Następne dwa starty (Los Angeles i Toronto) to kolejne zwycięstwa Belgijki. W finale pierwszego turnieju wygrała ze Słowaczką Danielą Hantuchovą 6:4, 6:1 natomiast w drugim pokonała Justine Henin 7:5, 6:1. W rozgrywkach tych znowu nie straciła seta. Tym samym wygrała cykl US Open Series, a do US Open przystępowała jako nr 4 rankingu.
| Pierwsze zwycięstwo w Wielkim Szlemie Kim Clijsters – Mary Pierce 6:3, 6:1 US Open, 10 września 2005 |

Turniej ten rozpoczęła od zwycięstw nad Martiną Müller i Fabiolą Zuluagą 7:5, 6:0. Później pokonała Ai Sugiyamę i Maríę Vento-Kabchi 6:1, 6:0. W drodze do finału rozegrała trzysetowe pojedynki z Venus Williams (ćwierćfinał; 4:6, 7:5, 6:1) i Mariją Szarapową (półfinał; 6:2, 6:7(4), 6:3). W meczu finałowym pokonała Francuzkę Mary Pierce 6:3 6:1 i zdobyła swój pierwszy tytuł wielkoszlemowy. Za swój triumf otrzymała rekordową nagrodę pieniężną w historii kobiecego tenisa – 2,2 mln $ (1,1 mln za US Open i 100% bonusu za wygranie US Open Series).
Pod koniec września zagrała w FORTIS Championships Luxembourg. Dzięki wygranym z Klárą Zakopalovą, Francescą Schiavone i Nathalie Dechy wystąpiła w finale. Tam zmierzyła się z Niemką Anną-Leną Grönefeld. Mecz zakończył się wynikiem 6:2, 6:4 dla Clijsters. W Filderstadt nie zdołała przebrnąć przez ćwierćfinał, w którym lepsza okazała się od niej Jelena Diemientjewa. W ostatnim występie przed mistrzostwami WTA jako nr 2 rankingu wystąpiła w Hasselt. Po wygranych m.in. z Rosjanką Dinarą Safiną 6:0, 6:1 w półfinale oraz Włoszką Schiavone 6:2, 6:3 w ostatnim turniejowym spotkaniu zwyciężyła w dziewiątym turnieju w tym roku.
Udział w kończącym sezon turnieju Masters rozpoczęła od dwóch porażek z Francuzkami Mauresmo 3:6, 6:7(4) i Pierce 1:6, 6:4, 6:7(2). Mimo wygranej z Diemientjewą w ostatnim spotkaniu 6:2, 6:3, nie zdołała wyjść z grupy. Rok zakończyła jako liderka WTA Champions Race i wiceliderka rankingu i był on jednym z najbardziej udanych w jej dotychczasowej karierze – doszła do 9 finałów turniejowych i wszystkie wygrała (łącznie brała udział w 15 turniejach).
Wystąpiła w po jednym turnieju w grze podwójnej i mieszanej. Z Els Callens dotarła do półfinału Hasselt, w którym lepszy okazał się debel Krajicek/Szávay. W mikście natomiast wspólnie z rodakiem Olivierem Rochusem zagrała w Wimbledonie. Tam w trzeciej rundzie belgijski mikst pokonał Marka Knowlesa i Venus Williams. Ostatecznie w ćwierćfinale rozgrywek Clijsters oraz Rochus zostali wyeliminowani przez mikst Mahesh Bhupathi i Mary Pierce, który wygrał 6:1, 7:5.

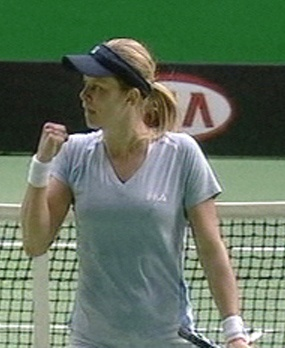
Na turnieju Australian Open 2006

### 2006
Rok rozpoczęła od udziału w pokazowym turnieju w Hongkongu. W pierwszym pojedynku wygrała z Chinką Zheng Jie 3:6, 6:2, 6:2. W półfinale w dwóch setach (6:3, 6:3) pokonała Jelenę Diemientjewą. W decydującym spotkaniu pokonała Lindsay Davenport 6:3, 7:5. Sukcesu z gry pojedynczej nie powtórzyła w finale debla, przegrywając wspólnie z Sanią Mirzą 5:8 z Diemientjewą i Zheng.
Po zwycięstwie nad Chinką Li Na w II rundzie Medibank International Belgijka poddała walkowerem mecz ćwierćfinałowy przeciwko Francesce Schiavone. Dotarła do półfinału Australian Open, w którym jej rywalką była Amélie Mauresmo. Belgijka skreczowała przy wyniku 5:7, 6:2, 3:2 z powodu kontuzji stopy. Dzień wcześniej, dzięki pokonaniu Martiny Hingis, zapewniła sobie powrót na 1. miejsce w rankingu.
Na kort powróciła turniejem w belgijskiej Antwerpii, gdzie w finale po raz kolejny uległa w trzech setach Mauresmo. Przegrała w II rundzie rozgrywek w Miami z Jill Craybas 5:7, 6:3, 5:7. Swój pierwszy tytuł 2006 roku wywalczyła w maju na nawierzchni ceglanej w Warszawie, gdy pokonała w finale turnieju J&S Cup Rosjankę Swietłanę Kuzniecową (7:5, 6:2). W Rzymie odpadła w III rundzie. W trzech następnych turniejach (Roland Garros, AEGON International i Wimbledonie) osiągnęła półfinały – w każdym z nich uległa rodaczce Justine Henin-Hardenne. W Wimbledonie w IV rundzie pokonała Agnieszkę Radwańską 6:2, 6:2.
Obronę tytułów wywalczonych rok wcześniej podczas amerykańskiego lata na kortach twardych rozpoczęła w Stanford, pokonując w finale Szwajcarkę Patty Schnyder 6:4, 6:2. Tydzień później przegrała finał w San Diego z Mariją Szarapową 5:7, 5:7.

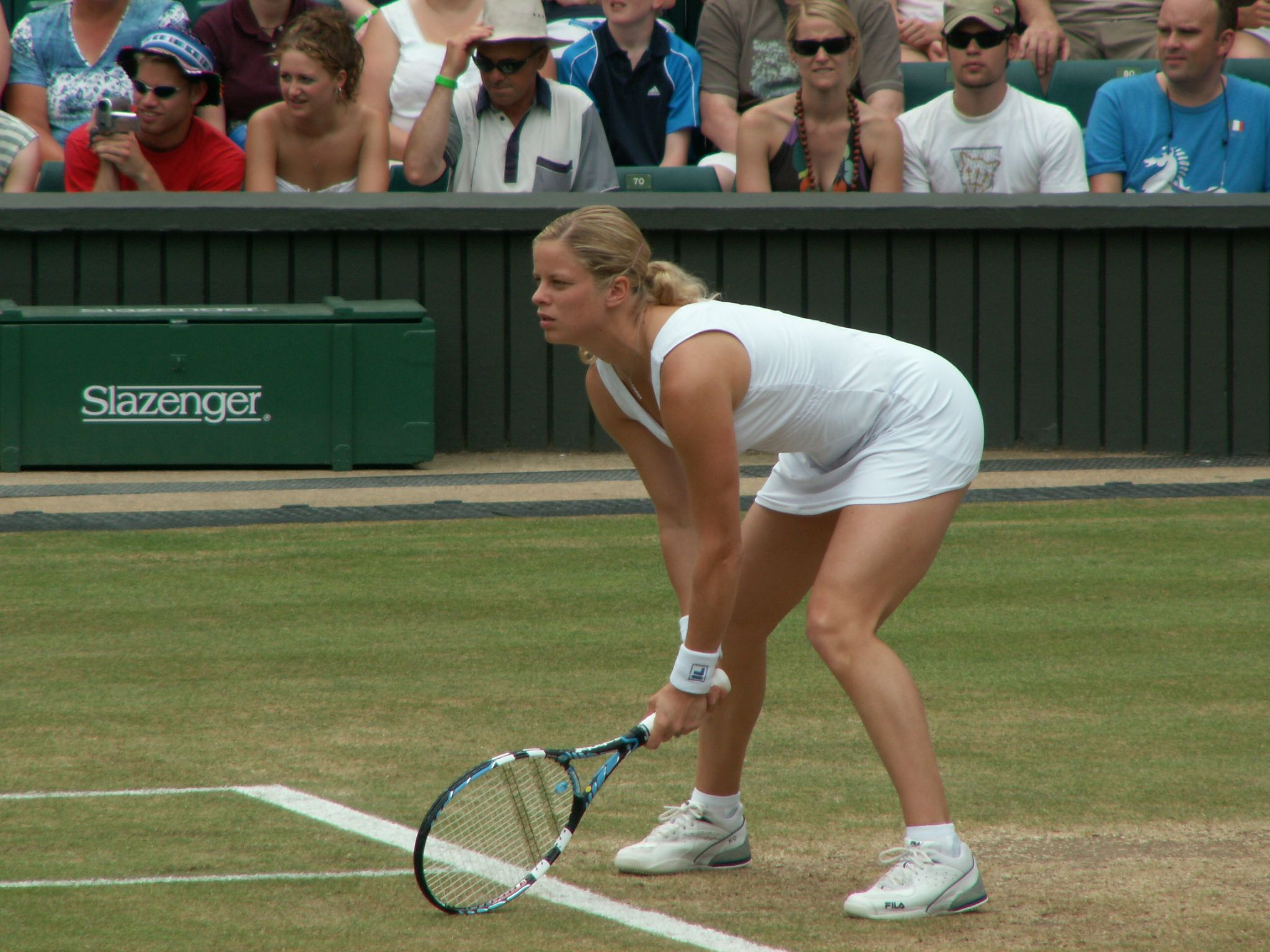
Clijsters na Wimbledonie w 2006 r.

Podczas meczu II rundy Rogers Cup z Kanadyjką Stéphanie Dubois upadła na kontuzjowany wcześniej lewy nadgarstek. Odnowiona kontuzja wykluczyła ją nie tylko z dalszej gry w Montrealu, ale także uniemożliwiła obronę tytułu na US Open oraz występ w finale Pucharu Federacji. Po powrocie na kort obroniła tytuł w Hasselt po wygranej z Estonką Kaią Kanepi 6:3, 3:6, 6:4. Zakwalifikowała się także do WTA Tour Championships, gdzie w półfinale uległa w trzech setach Francuzce Mauresmo.
W grze deblowej wystąpiła tylko raz (w Miami z Maes), ale para ta przegrała w II rundzie z deblem Katarina Srebotnik i Shinobu Asagoe 3:6, 5:7.

### 2007 – przerwa w karierze
W rozgrywanym na początku roku pokazowym turnieju w Hongkongu powtórzyła ubiegłoroczny sukces. W pierwszym meczu ponownie grała z Zheng, którą pokonała tym razem 6:3, 6:2. Półfinał to trzysetowy pojedynek ze Schnyder, zakończony wygraną Belgijki 4:6, 6:4, 6:4. W finale Clijsters wygrała z Mariją Szarapową 6:3, 7:6(8). Drugie (już oficjalne) zwycięstwo odniosła w Sydney, pokonując w finale Serbkę Jelenę Janković 4:6, 7:6(1), 6:4.
Potwierdziła tym samym swoją formę przed Australian Open. W turnieju tym Belgijka bez przeszkód dotarła do ćwierćfinału, nie tracąc seta przeciwko Alonie Bondarenko i Danieli Hantuchovej we wcześniejszej fazie turnieju. W ćwierćfinale zmierzyła się z Hingis, którą pokonała w trzech setach. Półfinał z Mariją Szarapową nie był dla niej zwycięski i Kim Clijsters odpadła z rozgrywek.

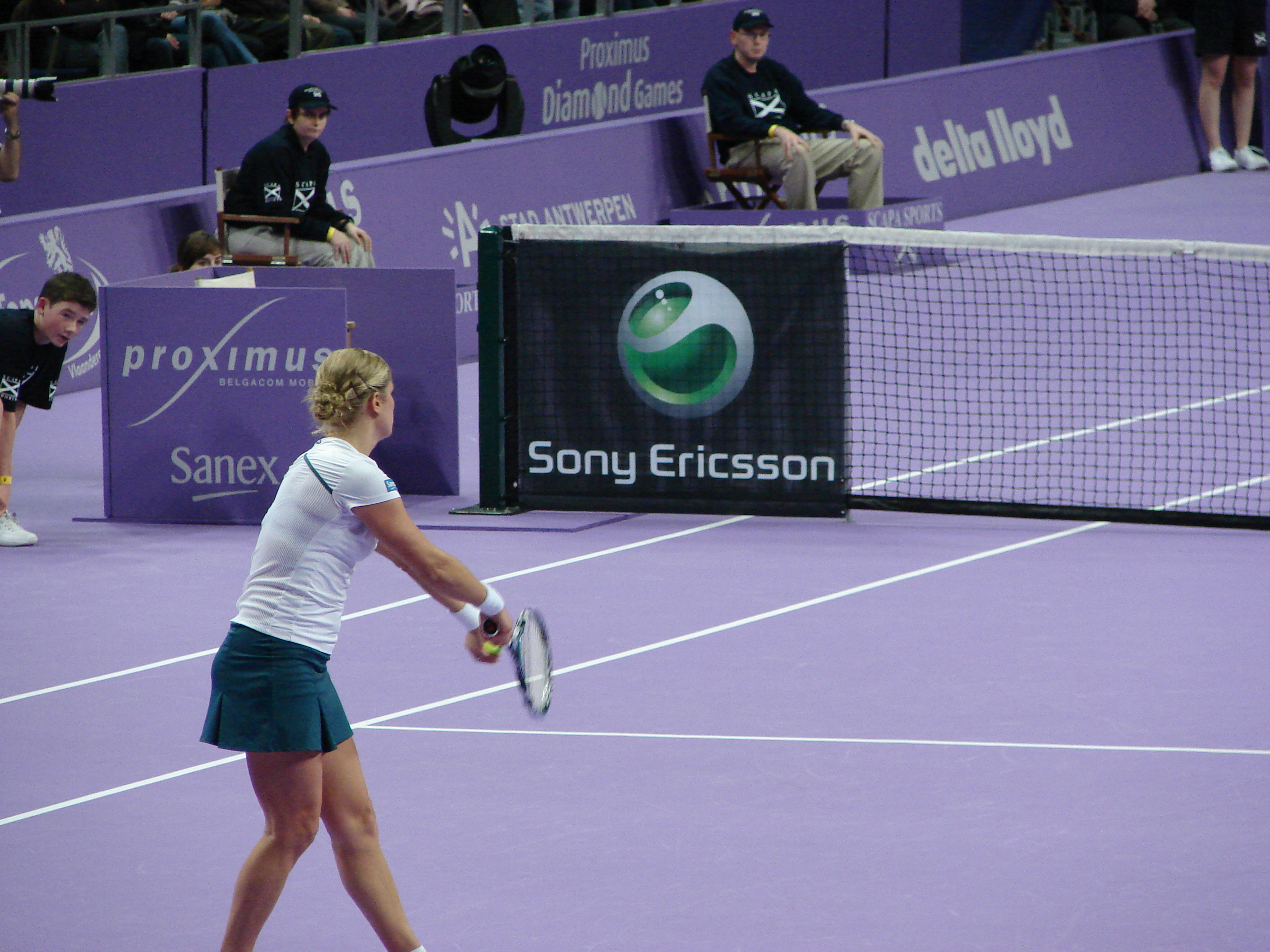
Clijsters w Antwerpii w 2007 r.

Grę w pożegnalnym występie w Antwerpii rozpoczęła od zwycięstw nad Olgą Puczkową, Aną Ivanović i Tatianą Golovin. Ostatecznie po raz kolejny przegrała w finale z Amélie Mauresmo. W marcu 2007 Belgijka ogłosiła, że nie zagra w wielkoszlemowym Roland Garros, ponieważ będzie przygotowywać się do ślubu z amerykańskim koszykarzem Brianem Lynchem. W IV rundzie turnieju w Miami odpadła z Chinką Li Na. W turnieju tym zagrała również w deblu (był to jedyny jej start w grze podwójnej w tym roku), lecz przegrała w pierwszej rundzie.
W ograniczonym do minimum kalendarzu występów Clijsters znalazł się jeden na kortach ziemnych: obrona tytułu na J&S Cup. Tym razem jednak gra w Warszawie okazała się całkowicie nieudana. Już w pierwszym meczu turnieju Belgijka musiała uznać wyższość kwalifikantki z Ukrainy, Julii Wakułenko, przegrywając 6:7(3), 3:6. Był to ostatni przed dwuletnią pauzą mecz z udziałem Kim Clijsters, choć sama tenisistka oficjalnie mówiła o zakończeniu kariery.
O planowanym zakończeniu kariery przez Belgijkę mówiono już w 2005 roku. Oficjalnie Clijsters potwierdziła tę informację w 2007 roku. Ograniczyła starty w tym sezonie do kilku ulubionych turniejów. W międzyczasie zaplanowała m.in. ślub i podróż poślubną. 6 maja 2007 roku na oficjalnej stronie tenisistki pojawiła się informacja o zakończeniu kariery ze skutkiem natychmiastowym. Stało się to po występie w Warszawie.

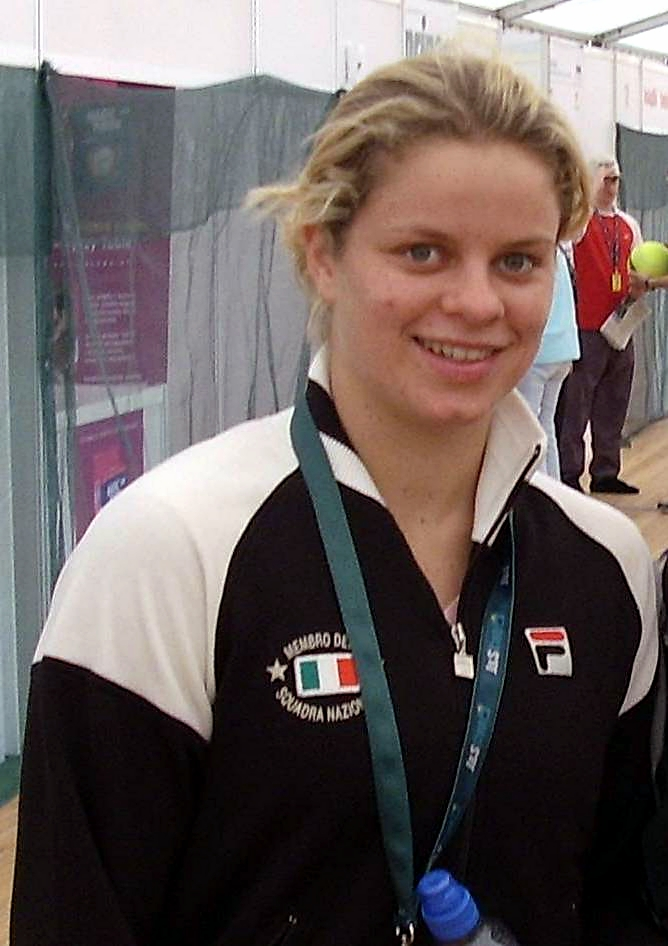
Podczas J&S Cup

### Podsumowanie kariery do 14 maja 2007
W momencie przerwania kariery Clijsters zajmowała czwarte miejsce w rankingu tenisistek z sumą punktów 2699. Przez dziesięć lat zawodowej kariery wygrała 34 turnieje singlowe i 11 deblowych. Zdobyła jeden tytuł wielkoszlemowy w grze pojedynczej na US Open oraz dwa tytuły w grze deblowej z Ai Sugiyamą na French Open 2003 i w tym samym roku na Wimbledonie. Była w finale Wimbledonu w grze mieszanej wspólnie z Lleytonem Hewittem. Dwukrotnie triumfowała w imprezie WTA Tour Championships. W roku 2001 zdobyła Puchar Federacji wraz z drużyną Belgii. Nie wystąpiła na igrzyskach olimpijskich (w 2004 roku problemy ze sponsorem). Była jedną z pięciu tenisistek, które prowadziły jednocześnie w rankingu singlowym i deblowym (2003). Finałem na French Open 2001 została pierwszą belgijską finalistką turnieju wielkoszlemowego. Najwięcej spotkań (22) rozegrała ze swoją rodaczką, Justine Henin, wygrywając 10 z nich. Zarobiła dzięki grze 14 764 296 $.
- Ostatni mecz trzysetowy: Miami, 2007, wygrana z Akiko Morigami 4:6, 6:0, 6:0 w II rundzie
- Ostatni mecz wygrany bez utraty gema: Australian Open 2007, wygrana z Wasilisą Bardiną 6:0, 6:0 w I rundzie
- Ostatni poddany mecz: Montreal, 2006, poddała spotkania II rundy przeciwko Stéphanie Dubois przy stanie 6:1, 2:3
- Ostatni mecz deblowy: Miami, 2007 w parze z Caroline Maes, porażka w I rundzie z Tatianą Golovin i Dinarą Safiną 5:7, 6:7(4)
- Ostatni wygrany mecz deblowy: Miami, 2006 w parze z Caroline Maes, wygrana w I rundzie z Galiną Woskobojewą i Evą Birnerovą 6:2, 6:4
- Ostatni mecz wielkoszlemowy: Australian Open 2007, porażka z Mariją Szarapową 4:6, 2:6 w półfinale
- Ostatni wygrany turniej singlowy: Medibank Interantional 2007
- Ostatni wygrany turniej deblowy: Zurich Open 2003 w parze z Ai Sugiyamą
- Tygodnie na pierwszym miejscu rankingu singla: 19
- Tygodnie na pierwszym miejscu rankingu debla: 4
- Bilans zawodowej kariery: 425 meczów wygranych, 103 przegrane (wliczając cykl rozgrywek ITF i Fed Cup).

### 2009 – druga kariera
26 marca 2009 na konferencji prasowej w rodzinnym mieście Bree Clijsters ogłosiła powrót na korty. Wspomniała, że poprosiła o dzikie karty do turniejów w Cincinnati, Toronto oraz do US Open. 17 maja 2009 Kim Clijsters, Andre Agassi, Steffi Graf oraz Tim Henman wzięli udział w oficjalnym otwarciu przebudowanego Kortu Centralnego w Wimbledonie. Belgijka wspólnie z Henmanem pokonała parę Agassi/Graf 7:6(5). Ponadto Clijsters zagrała mecz singlowy przeciwko Niemce, wygrywając 6:4.
14 czerwca 2009 rozegrała pokazowy mecz przeciwko Holenderce Michaëlli Krajicek podczas turnieju UNICEF Open. Spotkanie zakończyło się wynikiem 6:1, 6:3 dla Clijsters.
Pierwszym oficjalnym turniejem w ramach rozgrywek WTA, w którym wystąpiła Belgijka, był sierpniowy Western & Southern Financial Group Masters & Women’s Open w pobliżu Cincinnati, rozgrywany w ramach US Open Series.
11 sierpnia 2009, grając z dziką kartą jako ostatnia, 45. zawodniczka turnieju, pokonała w I rundzie turnieju rozstawioną z numerem 12 Marion Bartoli w dwóch setach – 6:4, 6:3. Następnie wygrała z rozstawioną z turniejową 20 Patty Schnyder 6:2, 7:5, a w meczu o ćwierćfinał z turniejową nr 6 Swietłaną Kuzniecową 6:4, 4:6, 6:2. W ćwierćfinale przegrała z liderką rankingu, Dinarą Safiną 2:6, 5:7.
W rozgrywanych w Montrealu zawodach Rogers Cup osiągnęła III rundę. W dwóch pierwszych spotkaniach pokonała Brytyjkę Elenę Baltachę 6:3, 6:4 i rozstawioną z numerem 9 Białorusinkę Wiktoryję Azarankę 7:5, 4:6, 6:1, ale ostatecznie poniosła porażkę z Serbką Jeleną Janković 6:1, 3:6, 5:7.
| Drugie zwycięstwo w Wielkim Szlemie Kim Clijsters – Caroline Wozniacki 7:5, 6:3 US Open, 13 września 2009 |

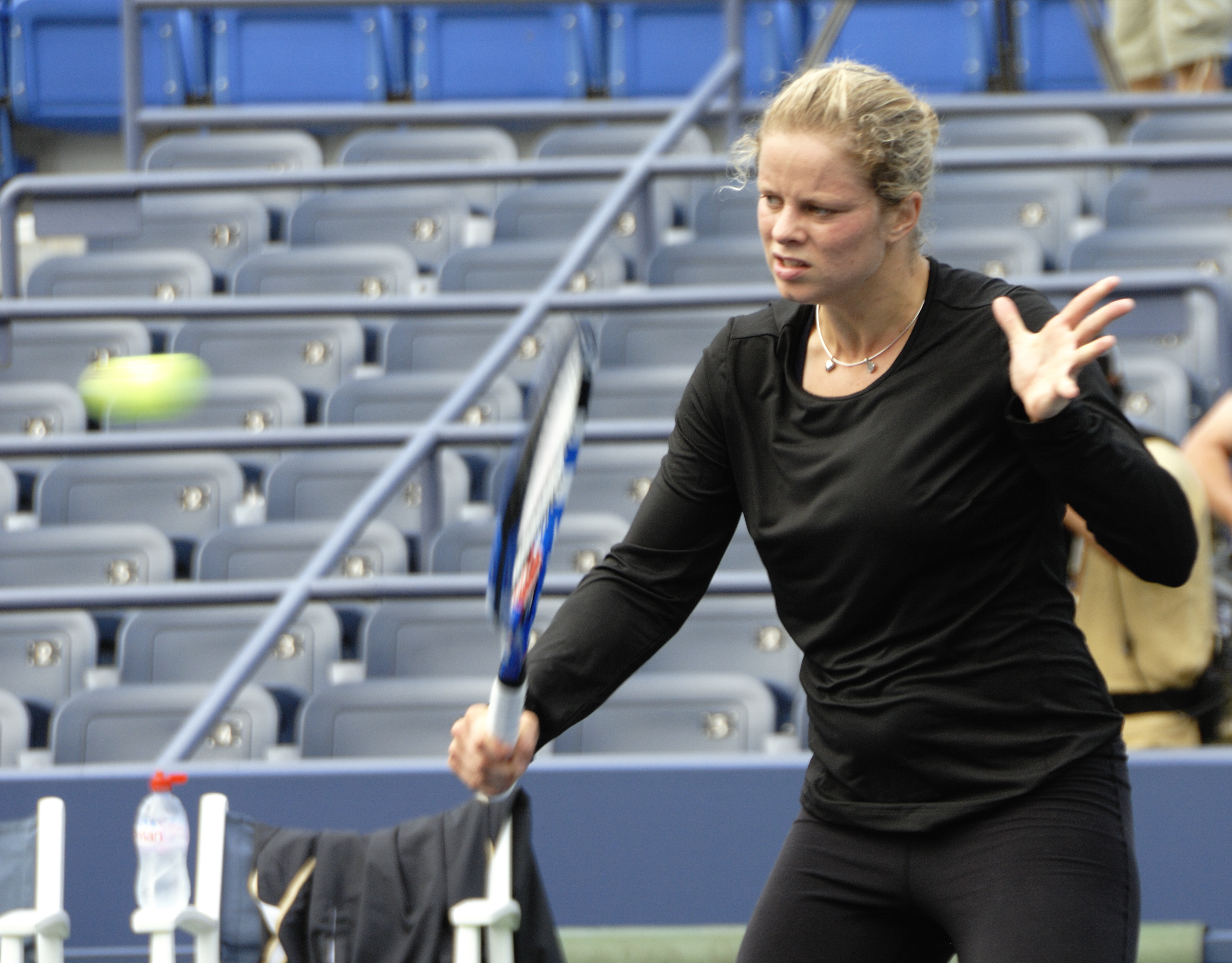
Trening Clijsters podczas US Open 2009

Na US Open w I rundzie pokonała Ukrainkę Wiktoriję Kutuzową 6:1, 6:1, a potem ponownie wygrała z Marion Bartoli. W III fazie turnieju pokonała rodaczkę Kirsten Flipkens, a w IV etapie rywalizacji triumfowała nad rozstawioną z numerem 3 Amerykanką Venus Williams. W ćwierćfinale zmierzyła się z Chinką Li Na. Wygrała to spotkanie 6:2, 6:4. W półfinale zwyciężyła z Sereną Williams 6:4, 7:5, gdy ta ostatnia, serwując przy stanie 5:6 15-30, straciła ostatnie dwa punkty bez wprowadzenia piłki na trajektorię (ang. foot fault oraz punkt karny w następstwie drugiego upomnienia, za pierwszym razem – złamania rakiety, tym razem – niesportowego zachowania się względem sędziego od foot faultu). Ostatnią zawodniczką, która pokonała siostry Williams w jednym turnieju, była Justine Henin, podczas US Open 2007. W finale pokonała Caroline Wozniacki 7:5, 6:3, zdobywając drugi swój tytuł wielkoszlemowy – na tym samym korcie. Po zakończeniu US Open awansowała na 19. pozycję w rankingu. Jest pierwszą matką, która wygrała wielkoszlemowy turniej od roku 1980, kiedy na kortach Wimbledonu zwyciężyła Evonne Goolagong Cawley.

Nie mogę uwierzyć, że to się wydarzyło. Bo to wciąż tak surrealistyczne, że w trzecim turnieju po powrocie wygrałam mój drugi turniej wielkoszlemowy. Bo tego nie było w planie. Chciałam tylko tu przyjechać i znów to poczuć, zagrać turniej Wielkiego Szlema, żeby przy przyszłorocznym starcie nie przechodzić znów przez te wszystkie nowe doświadczenia.

Dzięki dzikiej karcie wystąpiła w turnieju FORTIS Championships Luxembourg jako rozstawiona z numerem 2. W pierwszym pojedynku wygrała z Amerykanką Meghann Shaughnessy 6:2, 6:2, jednak w następnej rundzie uległa reprezentantce Szwajcarii Patty Schnyder 4:6, 6:3, 6:7(6).
10 grudnia pokonała w rozegranym w Antwerpii meczu pokazowym Venus Williams 6:1, 7:5. Rok 2009 zakończyła na 18. pozycji w rankingu.
Wystąpiła w dwóch turniejach w grze deblowej, w Cincinnati i Luksemburgu. W pierwszym z Yaniną Wickmayer odpadła w I rundzie. Natomiast w drugim debel Clijsters/Flipkens dotarł do II rundy, w którym przegrał z deblem Benešová/Záhlavová Strýcová 6:3, 3:6, 5-10.

### 2010
Sezon rozpoczęła w australijskim Brisbane International. W początkowej fazie turnieju pokonała Włoszkę Tathianę Garbin 6:2, 6:1 i Australijkę Alicię Molik 6:0, 6:3. W ćwierćfinale wygrała z Czeszką Lucie Šafářovą 6:1, 0:6, 6:4. Niemka Andrea Petković była jej rywalką w półfinale – Belgijka zwyciężyła w nim 6:4, 6:2. Pojedynek finałowy rozegrała ze swoją rodaczką, powracającą po 20-miesięcznej przerwie od tenisa, Justine Henin. Clijsters objęła w nim prowadzenie 6:3, 4:1, ale następnie przegrała 8 gemów z rzędu. Po doprowadzeniu do remisu 3:3 w trzecim secie Henin wygrała następne 2 gemy. Przy stanie 4:5 15-40 we własnym gemie serwisowym zwyciężczyni ubiegłorocznego US Open obroniła dwie piłki meczowe. O zwycięstwie w turnieju zadecydował tie-break, w którym przy stanie 6:3 osiemnasta w rankingu zawodniczka nie wykorzystała żadnej z piłek meczowych. Ostatecznie wygrała dwa kolejne punkty, a całe spotkanie 6:3, 4:6, 7:6(6). Było to jej 36. turniejowe zwycięstwo.
Rozstawiona z numerem 15 w Australian Open wygrała w I rundzie z Valérie Tétreault wynikiem 6:0, 6:4. Po wygraniu w II rundzie z Tamarine Tanasugarn wynikiem 6:3, 6:3 przegrała w III z rozstawioną z numerem 19 Nadieżdą Pietrową wynikiem 0:6, 1:6 w zaledwie 53 minuty. Jest to jedna z najwyższych przegranych w jej karierze. W turnieju w Indian Wells odpadła w III rundzie po porażce z Alisą Klejbanową 4:6, 6:1, 6:7(4).

Podczas turnieju w Eastbourne

Następnie wraz z Venus Williams, Aną Ivanović i Swietłaną Kuzniecową wzięła udział w pokazowym turnieju Billie Jean King Cup na początku marca. W półfinałowym spotkaniu zagrała z tą drugą, zwyciężając 7:6 (2). Spotkania tej fazy zawodów rozgrywano do jednego wygranego seta. W finale jej przeciwniczką była Amerykanka, która okazała się późniejszą triumfatorką turnieju. Wygrała z Belgijką 6:4, 3:6, 7:5. Clijsters zarobiła 300 tysięcy dolarów za dotarcie do decydującego pojedynku.

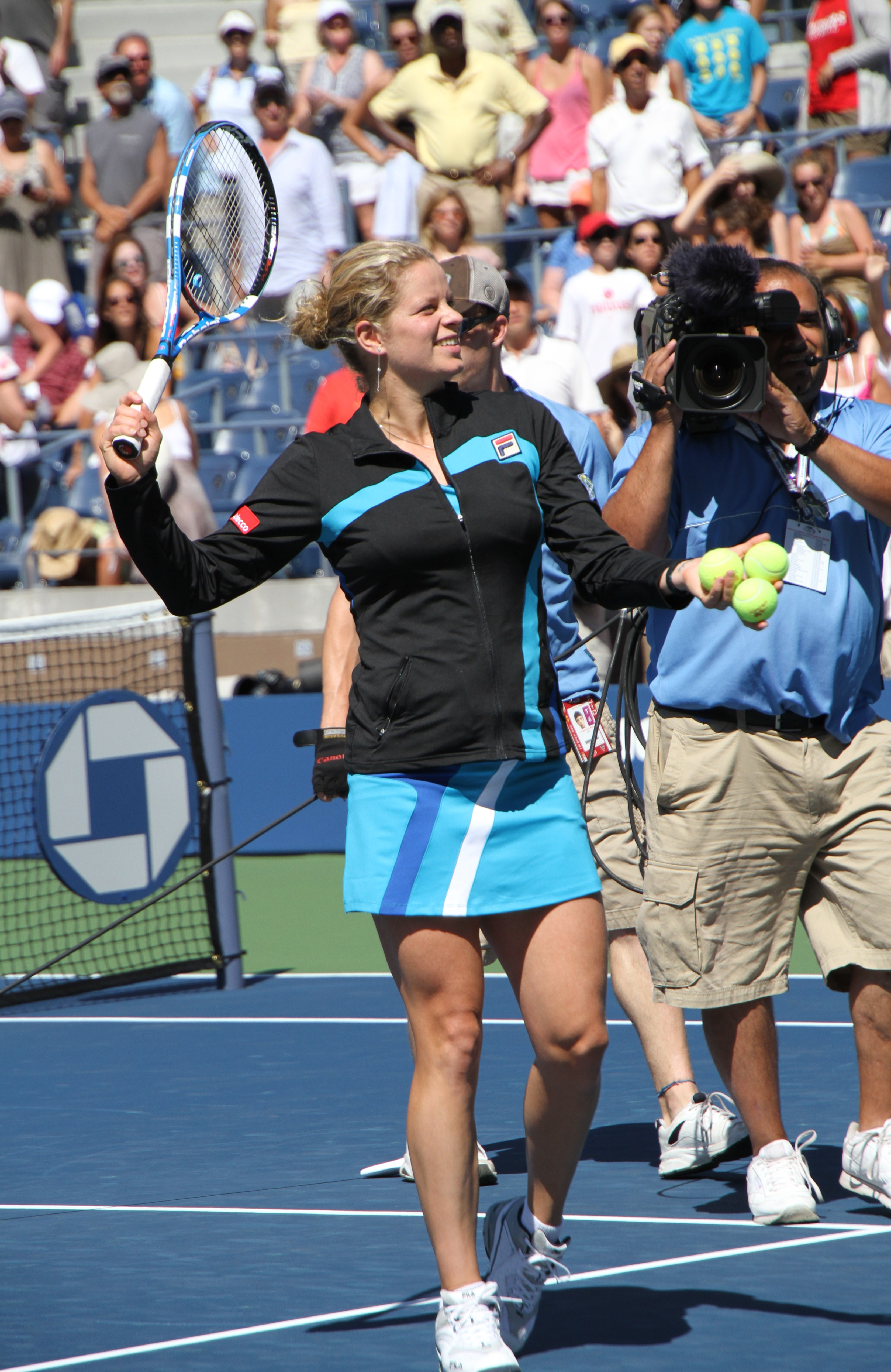
Clijsters na US Open 2010

W Sony Ericsson Open w I rundzie miała wolny los, w kolejnych pojedynkach pokonała Petrę Kvitovą, Szachar Pe’er, Wiktoryję Azarankę. W fazie ćwierćfinałowej wyeliminowała Australijkę Samanthę Stosur, w półfinale natomiast Henin 6:2, 6:7 (3), 7:6 (6). W finale pokonała Venus Williams 6:2, 6:1 i triumfowała w turnieju. Po turnieju w Miami znalazła się na 10. miejscu w rankingu WTA. Następnie po wygranej z Alexandrą Dulgheru przegrała z zajmującą wtedy 258. lokatę w rankingu kobiet Beatriz Garcíą Vidagany w drugiej rundzie Andalucia Tennis Experience 5:7, 6:4, 4:6. Z powodu kontuzji lewej stopy, której doznała podczas kwietniowych rozgrywek Pucharu Federacji, Belgijka nie zagrała m.in. we French Open.
W dwóch turniejach na kortach trawiastych(Eastbourne i Wimbledon) dotarła do ćwierćfinału. Po wygranych z Wickmayer i Lucie Šafářovą Wiktoryja Azaranka okazała się jej pogromczynią w pierwszym z nich, w drugim z kolei pokonała ją Rosjanka Wiera Zwonariowa 3:6, 6:4, 6:2. We wcześniejszej rundzie Wimbledonu doszło do 25. spotkania między Clijsters a Henin. Po raz 13. wygrała Clijsters, tym razem 2:6, 6:2, 6:3.
8 lipca Clijsters zagrała w pokazowym meczu z Amerykanką Sereną Williams na stadionie piłkarskim im. króla Baudouina w Brukseli. Początkowo rywalką Belgijki miała być Henin, która w wyniku kontuzji nie mogła wystąpić w spotkaniu. Mecz został zorganizowany, aby pobić rekord publiczności (30 472 osób) na spotkaniu tenisowym, który ustanowiono w 1973 roku w Houston w bitwie płci pomiędzy Billie Jean King a Bobbym Rigsem. Wtedy King wygrała 6:4, 6:3, 6:3. Po 27 latach rekord został pobity – 35 681 widzów obejrzało sędziowany przez Martinę Navratilovą mecz Kim Clijsters z Sereną Williams, w którym ta pierwsza wygrała 6:3, 6:2.
Udział w Western & Southern Financial Group Women’s Open oraz Rogers Cup rozpoczęła od II rundy, w I miała wolny los. W Cincinnati najpierw wygrała z Dinarą Safiną 7:5, 6:2 oraz z Amerykanką Christiną McHale 6:1, 6:1. W ćwierćfinale pokonała Flavię Pennettę 7:6 (6), 6:4. W dwóch kolejnych spotkaniach grała z byłymi liderkami rankingu WTA. W półfinale z Aną Ivanović – Serbka skreczowała przy wyniku 2:1 dla Belgijki. W finale z Mariją Szarapową, która w drugim secie miała trzy piłki meczowe, jednak mecz został przerwany przez opady deszczu. Po powrocie na kort Kim Clijsters wygrała 10 z 13 rozgrywanych gemów i zakończyła mecz wynikiem 2:6, 7:6(4), 6:2.
W Montrealu, po zwycięstwach nad Bethanie Mattek-Sands oraz Kaią Kanepi, przegrała w ćwierćfinale z Wierą Zwonariową 6:2, 3:6, 2:6.
| Trzecie zwycięstwo w Wielkim Szlemie Kim Clijsters – Wiera Zwonariowa 6:2, 6:1 US Open, 11 września 2010 |

Rywalizację w US Open Series zakończyła na drugiej pozycji. Z takim samym numerem została rozstawiona w US Open, gdzie broniła wywalczonego w ubiegłym roku tytułu. W pierwszym meczu wygrała z Węgierką Grétą Arn 6:0, 7:5, w II rundzie pokonała Australijkę Sally Peers 6:2, 6:1. W pojedynku III rundy z Czeszką Petrą Kvitová od stanu 0:3 zwyciężyła w kolejnych 12 gemach. Po wygranej nad Aną Ivanović 6:2, 6:1 awansowała do ćwierćfinału, w którym pokonała Samanthę Stosur 6:4, 5:7, 6:3. W półfinale spotkała się z rozstawioną z nr 3 Venus Williams. Kim Clijsters zwyciężyła w tym meczu 4:6, 7:6(2), 6:4. W finale jej rywalką była Wiera Zwonariowa, z którą Clijsters przegrała w tym roku dwa mecze. Tym razem Belgijka wygrała (6:2, 6:1) i była to jej trzecia wygrana w rozgrywkach US Open. Dzięki zwycięstwu w turnieju zarobiła 2,2 mln $(1,7 mln za US Open i 0,5 mln bonusu za drugie miejsce w US Open Series). Z powodu kontuzji stopy zrezygnowała z udziału w turnieju China Open.
| Trzecie zwycięstwo w WTA Championships Kim Clijsters – Caroline Wozniacki 6:3, 5:7, 6:3 Ad-Dauha, 31 października 2010 |

Na początku października zakwalifikowała się do mistrzostw WTA w Ad-Dausze, które byłe rozgrywane pod koniec tego miesiąca. Belgijka w pierwszej fazie turnieju grała w grupie białej, gdzie odniosła 2 zwycięstwa (z Jeleną Janković i Wiktoryją Azaranką) i przegrała mecz z Wierą Zwonariową. Następnie awansowała do półfinału, w którym pokonała Samanthę Stosur 7:6(3), 6:1. W finale jej przeciwniczką była Dunka Caroline Wozniacki. Kim Clijsters wygrała ten mecz 6:3, 5:7, 6:3. Był to jej szósty finał, a zarazem szósty triumf od powrotu na tenisowe korty.
Rozegrała dwa turnieje w grze podwójnej. Z Kirsten Flipkens dotarła do II rundy rozgrywek w Miami. Tam pokonał je debel Kirilenko/Radwańska 6:2, 7:5. W Eastbourne grała wspólnie ze Swietłaną Kuzniecową, jednak para ta odpadła po pierwszym meczu.
W Wimbledonie wystąpiła w grze mieszanej. Jej partnerem był rodak Xavier Malisse. W III rundzie Clijsters i Malisse wyeliminowali parę Stosur/Zimonjić rozstawioną z jedynką, ale w następnym pojedynku (ćwierćfinał) belgijski mikst przegrał z Melo i Stubbs 6:7(3), 6:7(3).

### 2011

Kim Clijsters i Caroline Wozniacki podczas spotkania z premierem Tajlandii Abhisitem Vejjajivą

1 stycznia zagrała w pokazowym meczu w Tajlandii z Caroline Wozniacki. Belgijka wygrała w stosunku 6:3, 4:6, 12-10.
Następnie zagrała w turnieju Medibank Internatonal w Sydney. Na początku pokonała Rumunkę Alexandrę Dulgheru i Czeszkę Barborę Záhlavovą Strýcovą. W ćwierćfinale wygrała z Białorusinką Wiktoryją Azaranką 6:3, 6:2, a w pojedynku półfinałowym po 3 setach gry – 4:6, 6:3, 7:6(1) z Rosjanką Alisą Klejbanową. W finale mimo prowadzenia 5:0 w pierwszym secie, przegrała 6:7(3), 3:6 z Chinką Li Na.
| Czwarte zwycięstwo w Wielkim Szlemie Kim Clijsters – Li Na 3:6, 6:3, 6:3 Australian Open, 29 stycznia 2011 |

Udział w Australian Open rozpoczęła od zwycięstwa 6:0, 6:0 nad Dinarą Safiną. Potem wyeliminowała z turnieju Hiszpankę Carlę Suárez Navarro i Francuzkę Alizé Cornet. W 4. rundzie pokonała Rosjankę Jekatierinę Makarową 7:6(3), 6:2. Mecz ćwierćfinałowy to kolejna wygrana, tym razem z Agnieszką Radwańską 6:3, 7:6(4). W półfinale wygrała z Wierą Zwonariową 6:3, 6:3. Na konferencji prasowej po tym spotkaniu Belgijka oświadczyła, że rok 2011 najprawdopodobniej będzie ostatnim, w którym rozegra pełny sezon tenisowy.
W finale ponownie jej rywalką była Li Na. Kim Clijsters rozpoczęła mecz od prowadzenia w pierwszym secie, a potem podobnie jak dwa tygodnie temu utraciła wypracowaną przewagę – od wyniku 2:0 Chinka wygrała 6 z 7 kolejnych gemów. Następne dwa sety wygrała jednak Belgijka i mecz zakończył się jej zwycięstwem 3:6, 6:3, 6:3. Był to pierwszy wielkoszlemowy tytuł Clijsters wywalczony w Australian Open a ogólnie czwarty w jej karierze.
Na początku lutego osiągnęła finał Open GDF Suez, w którym przegrała 4:6, 3:6 z Petrą Kvitovą. Mimo to, od 14 lutego została nową liderką rankingu WTA (umożliwiło jej to zwycięstwo nad Jeleną Dokić w ćwierćfinale turnieju).
W 4. rundzie turnieju BNP Paribas Open zrezygnowała z gry przy stanie 6:3, 1:3 przeciwko Marion Bartoli z powodu kontuzji prawego ramienia. Po ćwierćfinałowej porażce 3:6, 3:6 z Wiktoryją Azaranką nie obroniła wywalczonego przed rokiem triumfu na kortach w Miami.
W kwietniu doznała kontuzji podczas wesela u kuzyna. W jej wyniku odpadła w 2. rundzie French Open i UNICEF Open po przegranych z niżej notowanymi w rankingu WTA rywalkami – Arantxą Rus (nr 114) i Rominą Oprandi (nr 82). Musiała także zrezygnować z występu na Wimbledonie.
Grę wznowiła w sierpniu od startu w Rogers Cup. W pierwszej rundzie miała wolny los, w drugiej jej przeciwniczką była Chinka Zheng Jie. Przy prowadzeniu 6:3, 1:2 Belgijka poddała jednak mecz w wyniku kontuzji mięśni brzucha.
Z powodu urazu wycofała się ze startu w Western & Southern Open 2011. Nie wzięła również udziału w US Open, przez co nie mogła obronić tytułów wywalczonych w tym turnieju w dwóch poprzednich latach.
Następnie na swojej stronie internetowej oświadczyła, że przez kontuzję nie wystąpi w tym roku w żadnym turnieju i koncentruje się na przygotowaniach do kolejnego sezonu. Przyznała także, że jej pierwszym testem przed rozgrywkami w 2012 roku będzie występ na początku grudnia w pokazowym meczu w Antwerpii. W spotkaniu tym zagrała przeciwko Caroline Wozniacki. Pokonała Dunkę w dwóch setach – 6:2, 7:6(5). W Antwerpii wraz z siostrą Elke rozegrała także mecz deblowy a rywalkami Belgijek były Wozniacki i Yanina Wickmayer. Siostry Clijsters zwyciężyły w nim 6:2, 6:1.

### 2012
Rok rozpoczęła od udziału w turnieju Brisbane International na kortach twardych. W pierwszym spotkaniu pokonała Rumunkę Simonę Halep, w kolejnym w trzech setach Anę Ivanović. W pojedynku ćwierćfinałowym wygrała 6:3, 6:2 z Czeszką Ivetę Benešovą. W półfinale rywalką Belgijki była Słowaczka Daniela Hantuchová. Clijsters po wygraniu pierwszego seta 7:6(4), w drugim przy stanie 1:3 podjęła decyzję o poddaniu meczu z powodu kontuzji lewego biodra. Jednakże zapewniła, iż powinna wziąć udział w nadchodzącym Australian Open.
W drugiej połowie stycznia po raz dziesiąty w karierze zagrała w turnieju Australian Open. Na początku rozgrywek pokonała kolejno reprezentantkę Portugalii Marię João Koehler, Francuzkę Stéphanie Foretz oraz Danielę Hantuchovą. W czwartej rundzie podczas meczu z Li Na skręciła kostkę, mimo to nie podjęła decyzji o kreczu a całe spotkanie wygrała 4:6, 7:6(6), 6:4. Obroniła w nim także cztery piłki meczowe (Chinka prowadziła w tie-breaku drugiego seta 6-2). Następnie wyeliminowała ówczesną liderkę rankingu WTA Caroline Wozniacki 6:3, 7:6(4). W półfinale przegrała z późniejszą triumfatorką turnieju Białorusinką Wiktoryją Azaranką 4:6, 6:1, 3:6. Z powodu kontuzji kostki podjęła decyzję o wycofaniu się z BNP Paribas Open.
Pierwszy mecz po przerwie zagrała w Sony Ericsson Open – wygrała w nim z Australijką Jarmilą Gajdošovą 4:6, 6:1, 6:0. W drugiej rundzie pokonała Julię Görges 6:2, 7:5. W kolejnym spotkaniu przegrała z rodaczką Yaniną Wickmayer 4:6, 6:7(5). W związku z przedłużającą się rekonwalescencją po urazie biodra zrezygnowała z udziału w turniejach rozgrywanych na kortach ziemnych. Następnie potwierdziła, iż po występie na tegorocznym US Open zakończy karierę.
Udział w turnieju UNICEF Open rozpoczęła od wygranej z reprezentantką Szwajcarii Rominą Oprandi 6:7(5), 6:2, 6:3. Potem pokonała Ukrainkę Katerynę Bodnarenko oraz Francescę Schiavone. W wyniku nadwerężenia mięśni brzucha poddała walkowerem półfinałowe spotkanie z Polką Urszulą Radwańską. Zapewniła jednak, że weźmie udział w rozpoczynającym się w kolejnym tygodniu Wimbledonie. W nim osiągnęła czwartą rundę, gdzie przegrała z rozstawioną z nr 8 Angelique Kerber 1:6, 1:6. We wcześniejszych meczach wygrała kolejno z Jeleną Janković, Andreą Hlaváčkovą i Wierą Zwonariową.
28 lipca 2012 zadebiutowała na letnich igrzyskach olimpijskich. W pierwszej rundzie turnieju gry pojedynczej kobiet na Letnich Igrzyskach Olimpijskich 2012 pokonała Włoszkę Robertę Vinci 6:1, 6:4. Następnie wygrała z reprezentantką Hiszpanii Carlą Suárez Navarro 6:3, 6:3 i Serbką Aną Ivanović 6:3, 6:4. W ćwierćfinale poniosła porażkę z Rosjanką Mariją Szarapową 2:6, 5:7.

### Drugie zakończenie kariery

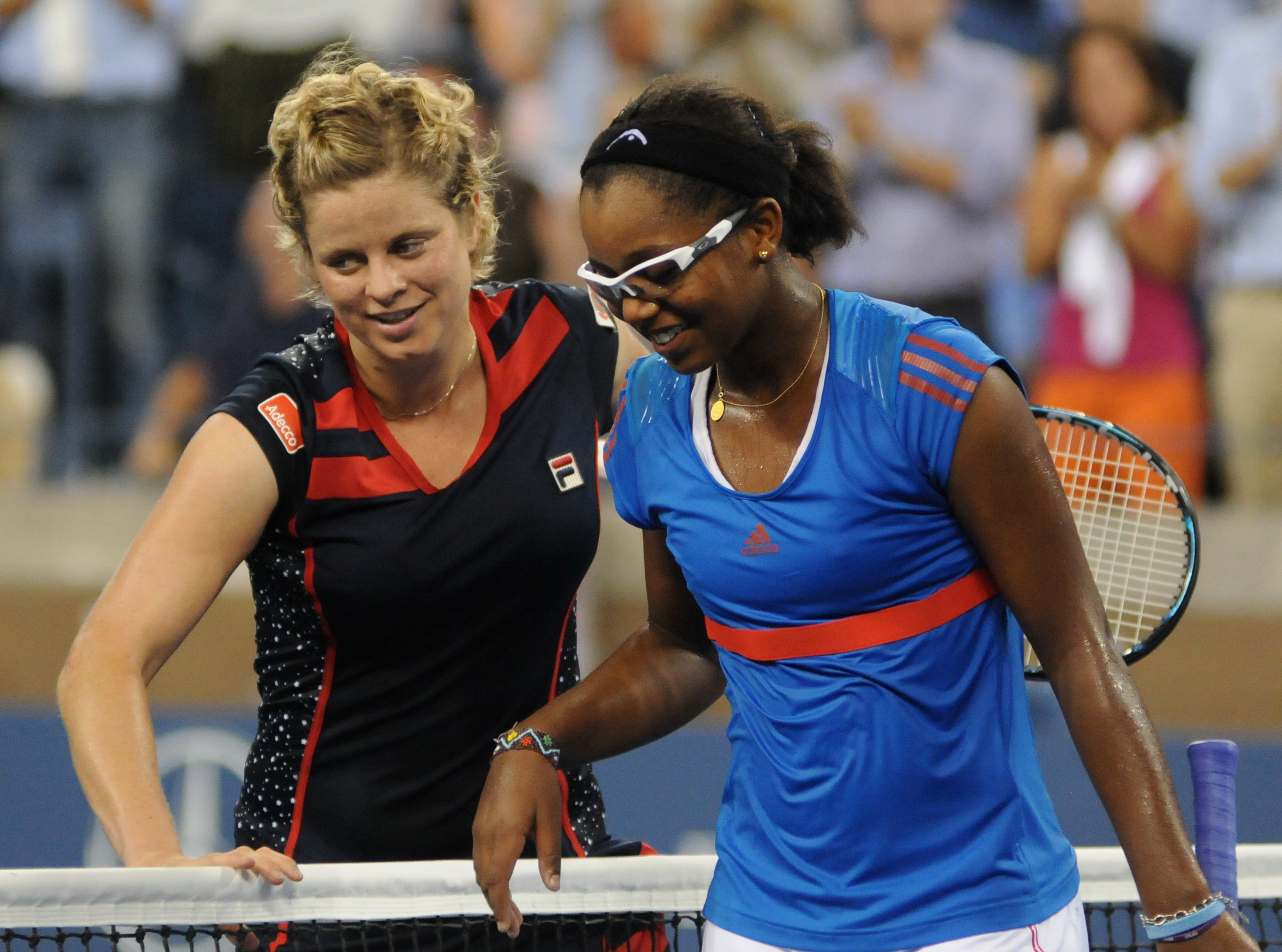
Kim Clijsters i Victoria Duval

Tuż przed występem na ostatnim turnieju przed ponownym zakończeniem kariery powiedziała:

Jestem podekscytowana. Jasne jestem bardzo podekscytowana, że mogę tu powrócić po tym jak nie mogłam tu wystąpić rok temu z powodu kontuzji mięśni brzucha. Oczywiście to miejsce jest dla mnie magiczne – mam stąd dużo pięknych wspomnień. Cieszę się z przyjazdu tutaj od momentu kariery juniorskiej. Kocham tę nawierzchnię, kocham atmosferę.
Nie myślę jeszcze o zakończeniu kariery. Ciągle jestem skoncentrowana na tym, aby być w najlepszej formie w jakiej mogę być. Kiedy zacznę grać od poniedziałku, chcę grać dobrze.

Postanowiła wystartować we wszystkich możliwych turniejach seniorskich podczas US Open. Swój udział w grze pojedynczej rozpoczęła od zwycięstwa 6:3, 6:1 nad Amerykanką Victorią Duval. W drugiej rundzie jej rywalką była Brytyjka Laura Robson. Clijsters przegrała to spotkanie 6:7(4), 6:7(5). Tym samym Robson przerwała serię 22 kolejnych zwycięstw Belgijki na kortach US Open (ostatni raz przegrała tu w 2003 roku w finale z Justine Henin). Był to także ostatni oficjalny mecz Kim Clijsters w czasie wznowienia kariery.

W grze podwójnej partnerką Kim Clijsters była jej rodaczka Kirsten Flipkens. Belgijki odpadły w pierwszej rundzie po porażce z Chuang Chia-jung i Zhang Shuai 3:6, 4:6.
W grze mieszanej jej partnerem był Amerykanin Bob Bryan. W pierwszym pojedynku pokonali Amerykanów Irinę Falconi oraz Steve’a Johnsona 6:2, 6:2. 2 września 2013 pokonali ich późniejsi triumfatorzy zawodów Brazylijczyk Bruno Soares i Rosjanka Jekatierina Makarowa 6:2, 3:6, 12-10. Mecz ten był ostatnim zawodowym pojedynkiem podczas wznowienia kariery przez Belgijkę.
12 grudnia 2012 w Antwerpii odbyły się zawody pokazowe pod nazwą Kim’s Thank You Game. Kim Clijsters wygrała w pożegnalnym pojedynku z Amerykanką Venus Williams 6:3, 6:3. W parze z Amélie Mauresmo przegrały z Venus Williams i Kirsten Flipkens 5:8. Mecze obejrzało 13 tysięcy widzów, wśród których byli Filip I Koburg z małżonką Matyldą.

#### Opinie innych tenisistów
To wielki wzór do naśladowania. Jest jedną z osób przy której chcesz być blisko, trenować z nią, jest znakomita w szatni i wspaniała dla fanów. Oczywiście wiele ludzi ją kocha. Zdecydowanie każdemu będzie jej brakować. Życzę jej wszystkiego najlepszego.

Myślę, że jest również całkowicie spokojna. Wygląda na szczęśliwą. Do pewnego stopnia czuje ulgę. To sposób w jaki postrzegam to teraz. Jednak co za wspaniała mistrzyni. Zawsze miała czas także dla mnie. Jest oczywistą rzeczą, że lubimy siebie nawzajem, zawsze cieszyliśmy się ze wspólnych spotkań. Zawsze lubiłem iść w ślad za nią. Była wspaniałym sportowcem, zawodnikiem, zawsze przyjacielska. Cieszę się, że nigdy nie zeszła na złą drogę, aby osiągnąć sukces. Ciągle była w zgodzie z własnym charakterem. To jest naprawdę to, co lubię w szczególności w Kim.

Jako osoba, co jest ważniejsze od tenisa, jest urocza. Jestem pewien, że będzie zapamiętana jako jeden z najlepszych graczy ostatnich 15, 20 lat, a także jako jeden z najlepszych ludzi.

Była wielką zawodniczką, mistrzynią i wzorem do naśladowania dla wielu ludzi, tu w świecie tenisa, jak i prawdopodobnie dla wszystkich dzieci grających w domu.
Co za wspaniała kariera. Ona jest ciągle tak młoda, a osiągnęła tak wiele.

Była zawsze bardzo skoncentrowana i zdeterminowana, jedna z najlepszych sportsmenek jakie kiedykolwiek widział kobiecy świat tenisa. Jest po prostu wspaniałą osobą, a przy tym bardzo skromną.
Zawsze chciała być dobrą matką a rodzina była dla niej ważna. Miała bardzo dobre wartości. Naprawdę szanuję to w niej.

Miała wspaniałą karierę, zwłaszcza w US Open. Dostarcza coś wyjątkowego w tenisie, kiedy tu się pojawia. Jest zawsze tak promienna i ma tak pozytywny stosunek do siebie.
Odejście Kim było bardzo ciężkie. Widziałam ją wczoraj. Tylko ją przytuliłam. Moje oczy zrobiły się mokre. Naprawdę lubię ją. Jest znakomitą osobą. Nie spodziewałam się tej reakcji, ale zdecydowanie będzie jej brakowało w rozgrywkach. Do wczoraj nie zdawałam sobie sprawy jak bardzo.

Kim przeżyła odrodzenie jak nikt inny, wygrywając 3 turnieje wielkoszlemowe. Jestem pewna, że gdyby nie miała kontuzji, mogłaby zdziałać więcej i żyć bardziej olimpijskim snem, kiedy przywozisz do kraju medal. Myślę, iż jest inspiracją dla każdego kto wierzy, że jeśli będzie się starał o coś i miał marzenie, może zrobić co chce, i spełnić wszystko co pragnie.

#### Podsumowanie wznowionej kariery
Belgijka od powrotu na zawodowe turnieje 11 sierpnia 2009 zwyciężyła w 7 turniejach singlowych, w tym 3 turniejach wielkoszlemowych oraz mistrzostwach WTA. Po raz pierwszy wystartowała na igrzyskach olimpijskich, gdzie dotarła do ćwierćfinału. 14 lutego 2011 ponownie (na tydzień) została liderką rankingu WTA. W całej swojej karierze była nią przez 20 tygodni. Jej bilans spotkań wyniósł 98-24, a po zsumowaniu z poprzednim 523-127.

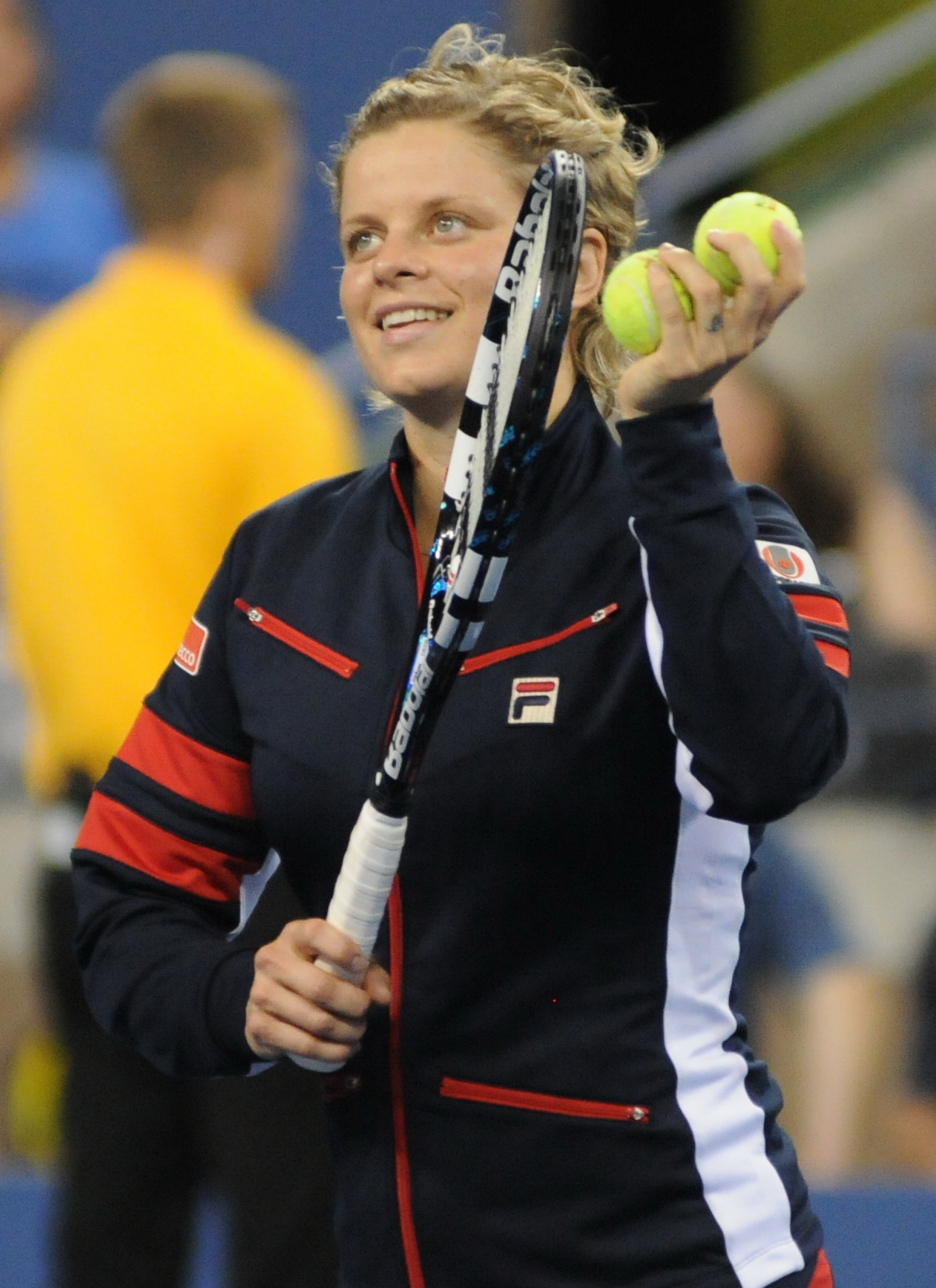
Kim Clijsters

### 2020 – ponowne wznowienie kariery
Po siedmiu latach od zakończenia zawodowej kariery Clijsters powróciła do profesjonalnego tenisa podczas zawodów w Dubaju. 17 lutego 2020 przegrała w pierwszej rundzie z Garbiñe Muguruzą wynikiem 2:6, 6:7(6).

### Rozgrywki drużynowe

#### Puchar Federacji
Brała udział w ośmiu edycjach Pucharu Federacji.
Zadebiutowała w roku 2000 w Moskwie, gdzie odbywały się pojedynki grupy C. Belgia w składzie Clijsters, Justine Henin, Dominique Monami i Els Callens rywalizowała z Francją, Rosją i Australią. Drużyna belgijska wszystkie pojedynki wygrała 2:1 w setach i awansowała do półfinału rozgrywek. Kim wygrała dwa (z Anną Kurnikową i Nathalie Tauziat) spośród trzech spotkań gry singlowej, jakie rozegrała. Porażki doznała z Jeleną Dokić. W półfinale ekipa belgijska musiała się zmierzyć z faworyzowanymi Amerykankami. Clijsters przegrała swój mecz z Lindsay Davenport 6:7(4), 6:4, 3:6. Ostatecznie drużyna USA pokonała Belgię 2:1.
W roku 2001 Belgijki ponownie wygrały rozgrywki grupowe, zwyciężając 3:0 z Australijkami, Niemkami i Hiszpankami. Clijsters zagrała dwa mecze w grze pojedynczej i oba wygrała. Finałowymi rywalkami były Rosjanki. Mecze singlowe rozgrywały Kim Clijsters oraz Justine Henin, natomiast parę deblową stanowiły Els Callens i Laurence Courtois. Po dwóch grach drużyna Belgii zagwarantowała sobie triumf w zawodach. Henin wygrała z Nadią Pietrową 6:0, 6:3, a Clijsters z Jeleną Diemientjewą 6:0, 6:4. Mecz gry podwójnej Belgia przegrała, ale mimo to zwyciężyła 2:1.
Udział w kolejnej edycji w roku 2002 Belgijki kierowane przez Ivo Van Akena (był trenerem drużyny w latach 1999–2004) rozpoczęły od pokonania Australijek 3:1. Kim Clijsters pokonała Alicię Molik 6:0, 6:2. W ćwierćfinale zwyciężczynie ubiegłorocznego Pucharu Federacji przegrały z Włoszkami 1:4. Clijsters, podobnie jak Henin, nie brała udziału w tym pojedynku. Rok później Belgijki pierwsze dwa spotkania rozgrywały u siebie. Najpierw w Bree pokonały 5:0 drużynę Austrii, a Clijsters oraz Henin zdobyły po dwa punkty w grze singlowej. Potem w Charleroi wygrały ze Słowacją również 5:0. Clijsters wygrała 6:0, 6:1 z Janette Husárovą i 6:3, 6:1 z Ľubomírą Kurhajcovą. W półfinale nie zagrała, a Belgia poniosła porażkę 1:4 z USA.

W 2004 Belgijka zdobyła 2 punkty dla swojego kraju, który zwyciężył z Chorwacją 3:2. Clijsters wygrała z Jeleną Kostanić Tošić i Karoliną Šprem. Z powodu kontuzji nie wystąpiła w ćwierćfinale przeciwko Hiszpanii, który ostatecznie Belgijki przegrały 2:3.
Od 2005 trenerem drużyny został Carl Maes. W pojedynku pierwszej rundy Fed Cup z Amerykankami nie wystąpiła, a Belgia przegrała 0:5 i na początku lipca musiała walczyć o utrzymanie w I Grupie Światowej. Rywalkami Belgijek była drużyna Argentyny. Clijsters rozegrała 3 pojedynki, dwa singlowe i jeden w grze podwójnej. Wszystkie wygrała, z Marianą Díaz-Oliva 6:1, 6:2, z Giselą Dulko 6:4, 6:1, a w deblu razem z Callens 6:4, 3:6, 7:5 ze swoimi rywalkami singlowymi. Ekipa belgijska zwyciężyła 3:2 i utrzymała się w I Grupie Światowej. Start w 2006 Belgijki rozpoczęły od pojedynku z Rosjankami. Mecze rozgrywały tylko Clijsters i powracająca po trzyletniej przerwie do drużynowej rywalizacji Henin. Dzięki trzem wygranym w grze pojedynczej – jednej Clijsters i dwóch Henin – Belgia pokonała Rosję 3:2 i awansowała do półfinału, w którym miała zagrać z USA. Clijsters ponownie rozegrała dwa spotkania w grze pojedynczej i we wszystkich triumfowała, co pomogło drużynie Belgii w wygranej 4:1. Swoje zwycięstwa odniosła nad Vanią King i Jameą Jackson. Z powodu kontuzji w finale z Włoszkami Clijsters nie wystąpiła, Belgia ostatecznie przegrała go 2:3.
Do rozgrywek Pucharu Federacji powróciła w roku 2010. Trenerką drużyny od 2007 była dawna tenisistka Sabine Appelmans. W pierwszym pojedynku z reprezentacją Polski Clijsters nie wzięła udziału. Spowodowane to było przerwą w startach, którą postanowiła sobie zrobić po porażce w trzeciej rundzie Australian Open. Mimo to Belgia wygrała 3:2 i w meczu o awans do I Grupy Światowej (Belgia wypadła z niej w 2007) zmierzyła się z Estonią. Kim Clijsters zagrała tam w jednym meczu i wygrała w nim z Maret Ani 6:4, 6:2. W następnych pojedynkach nie mogła wziąć udziału z powodu kontuzji. Ostatecznie belgijska ekipa zwyciężyła 3:2.
W 2011 wygrała 2 mecze gry singlowej przeciwko Amerykankom Bethanie Mattek-Sands i Melanie Oudin w ćwierćfinałowym pojedynku Fed Cup. Ostatecznie reprezentacja Belgii wygrała rywalizację z USA 4:1. Z powodu kontuzji ramienia i nadgarstka nie mogła wystąpić w półfinałowym meczu Belgijek przeciwko Czeszkom. Tę rywalizację Belgijki przegrały 2:3.

#### Puchar Hopmana
Belgijka wystąpiła czterokrotnie w Pucharze Hopmana, turnieju rozgrywanym na przełomie grudnia i stycznia w Australii, uznawanym nieoficjalnie za mistrzostwa świata mieszanych zespołów.
Wystartowała w nim po raz pierwszy w 2001 roku. W rozgrywce play-off Belgia w składzie Kim Clijsters i Olivier Rochus triumfowała nad drużyną Japonii 2:1. Kim Clijsters pokonała Japonkę Ai Sugiyamę 7:6, 5:7, 6:4. W grze mieszanej odniosła drugie zwycięstwo, Clijsters i Rochus wygrali z Sugiyamą i Suzukim 6:4, 6:4. Dzięki temu belgijska drużyna wystąpiła w rozgrywkach grupowych, które rozpoczęła od meczu z Rosją. Clijsters wygrała z Jeleną Lichowcewą 6:1, 6:4 i przed mikstem Belgia prowadziła 2:0. W ostatnim meczu Clijsters i Rochus przegrali z Lichowcewą i Safinem 3:6, 6:7, ale mimo tego reprezentacja Belgii zwyciężyła 2:1. W kolejnych dwóch spotkaniach belgijska drużyna poniosła porażki (1:2 ze Słowacją i 0:3 z USA). Clijsters odniosła jedyne w tych meczach zwycięstwo nad Kariną Habšudovą – 0:6, 6:4, 6:1. Pozostałe wyniki to przegrane miksta Clijsters/Rochus z Habšudovą i Hrbatým 4:6, 6:3, 3:6 oraz Gambillem i Seles 6:4, 1:6, 6:7. Pojedynek singlowy w meczu z USA to porażka Kim Clijsters z Seles 6:7, 0:6. Belgijska drużyna ostatecznie zajęła czwarte (ostatnie) miejsce w swojej grupie i siódme w całych rozgrywkach.
W latach 2002–2004 partnerem Clijsters był Xavier Malisse.
Udział w turnieju w roku 2002 ekipa Belgii rozpoczęła od dwóch zwycięstw 2:1 nad Francją i Włochami. Clijsters wygrała wtedy w jednym pojedynku singlowym nad Francuzką Virginie Razzano 6:3, 6:2, przegrała natomiast ze Schiavone 4:6, 4:6. Clijsters i Malisse odnieśli dwa zwycięstwa w grze mieszanej nad Clémentem i Razzano 1:6, 6:3, 7:6 oraz Sanguinettim i Schiavone 6:3, 6:4. W decydującym pojedynku z drużyną amerykańską Belgia poniosła porażkę 1:2, przez co zajęła trzecie miejsce w grupie, a czwarte w turnieju. Clijsters przegrała z Seles, tym razem 6:4, 4:6 2:6, a jedyne zwycięstwo odniósł belgijski mikst w pojedynku przeciwko parze Gambill/Seles 7:6, 6:2.
Występ w Pucharze Hopmana w 2003 Belgia rozpoczęła podobnie jak w ubiegłorocznych rozgrywkach. Najpierw dwa zwycięstwa 2:1 z Hiszpanią i 3:0 z Uzbekistanem, a potem porażka z USA 1:2. Clijsters wygrała dwa mecze w grze pojedynczej, z Hiszpanką Virginią Ruano Pascual 6:1, 6:0 i Uzbeczką Irodą Tulyaganovą 6:3, 6:2. Porażkę 5:7, 3:6 poniosła z Sereną Williams. Mikst Clijsters/Malisse także odniósł dwa zwycięstwa, z parą Robredo/Ruano Pascual 2:6, 7:5, 7:6 i Ogorodov/Tuliaganowa 6:1, 6:1, przegrał natomiast z mikstem Blake/Williams 6:7, 6:3, 6:7. Belgia była druga w grupie oraz trzecia w turnieju.
W roku 2004 drużyna belgijska wystąpiła w tylko dwóch spotkaniach. Po porażce 0:3 z Australią i wygranej 3:0 ze Słowacją Belgia wycofała się z rozgrywek. W pojedynku z Australijką Alicią Molik przy stanie 6:3, 6:7, 3:2 Kim skreczowała. Mecz gry mieszanej przeciwko i Hewittowi i Molik Clijsters oraz Malisse poddali walkowerem. Ze Słowaczką Danielą Hantuchovą Belgijka wygrała 6:1, 6:2, a w mikście para Clijsters/Malisse odniosła zwycięstwo nad parą Hantuchova/Kučera 6:2, 6:4. Ostatecznie Belgia została sklasyfikowana na ostatnim (czwartym) miejscu w grupie i szóstym w rozgrywkach.

## Osiągnięcia

### Rekordy
2003

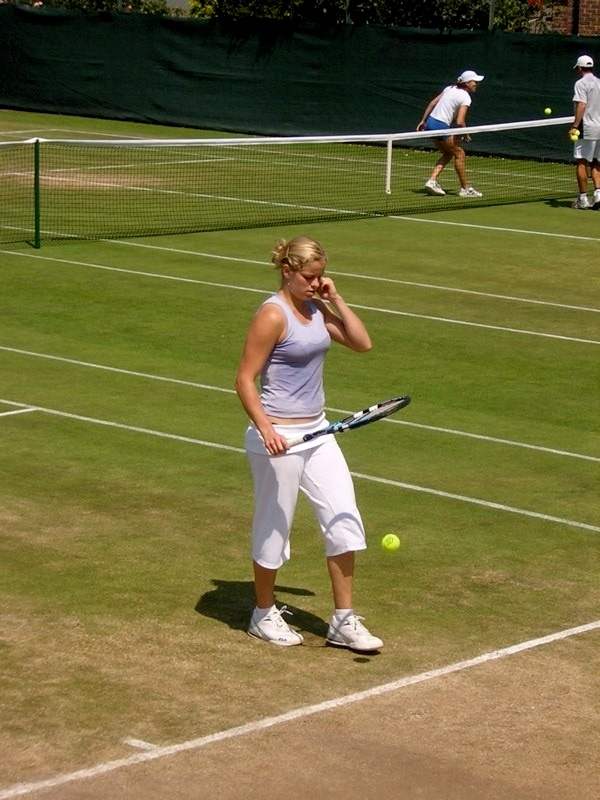
Kim Clijsters podczas treningu

- Piętnaście finałów turniejowych to najlepsze osiągnięcie w tenisie kobiecym od wyniku Moniki Seles z 1991[15].
- Clijsters jest pierwszą osobą z Belgii, jaka została kiedykolwiek sklasyfikowana na pierwszym miejscu rankingu WTA lub ATP[15]. Dodatkowo dokonała tego bez zwycięstwa wielkoszlemowego. Jest też jedną z sześciu tenisistek w historii, które jednocześnie prowadziły w rankingu singla i debla[29].
- Zakończyła sezon z bilansem spotkań 90-12. Dziewięćdziesiąt zwycięstw w sezonie to największa liczba meczów wygranych przez kobietę w sezonie od 1982 roku i osiągnięcia Martiny Navratilovej[15]. Była także pierwszą od 1974 po Chris Evert tenisistką, która rozegrała ponad 100 meczów singlowych w sezonie[15].
- Została pierwszą tenisistką w historii, której zarobki na kortach w jednym roku przewyższyły 4 miliony dolarów[15].

2005
- Po zwycięstwie w Sony Ericsson Open Clijsters została drugą po Steffi Graf zawodniczką, która wygrała dublet Indian Wells-Miami[78]. W drodze do tytułu pokonała szóstą na świecie Anastasiję Myskinę, piątą Jelenę Diemientjewą, drugą Amélie Mauresmo i trzecią Mariję Szarapową. Była pierwszą nierozstawioną zawodniczką, która wygrała w Miami i dokonała tego bez straty seta[79].
- Wygrana w US Open Series, a następnie na US Open przyniosła jej rekordową sumę $2,2 mln[20]. Jej bilans meczów na amerykańskich kortach twardych tamtego lata wyniósł 36-1.
- Od sierpnia do października wygrała 22 mecze z rzędu. Podczas tej passy triumfowała w Los Angeles, Toronto, Luksemburgu oraz na US Open.

2006
- Powracając na pierwsze miejsce światowego rankingu po styczniowym Australian Open, zanotowała jeden z najszybszych w historii (dziesięciomiesięczny) awans – z miejsca 134. na 1.[15]

2009

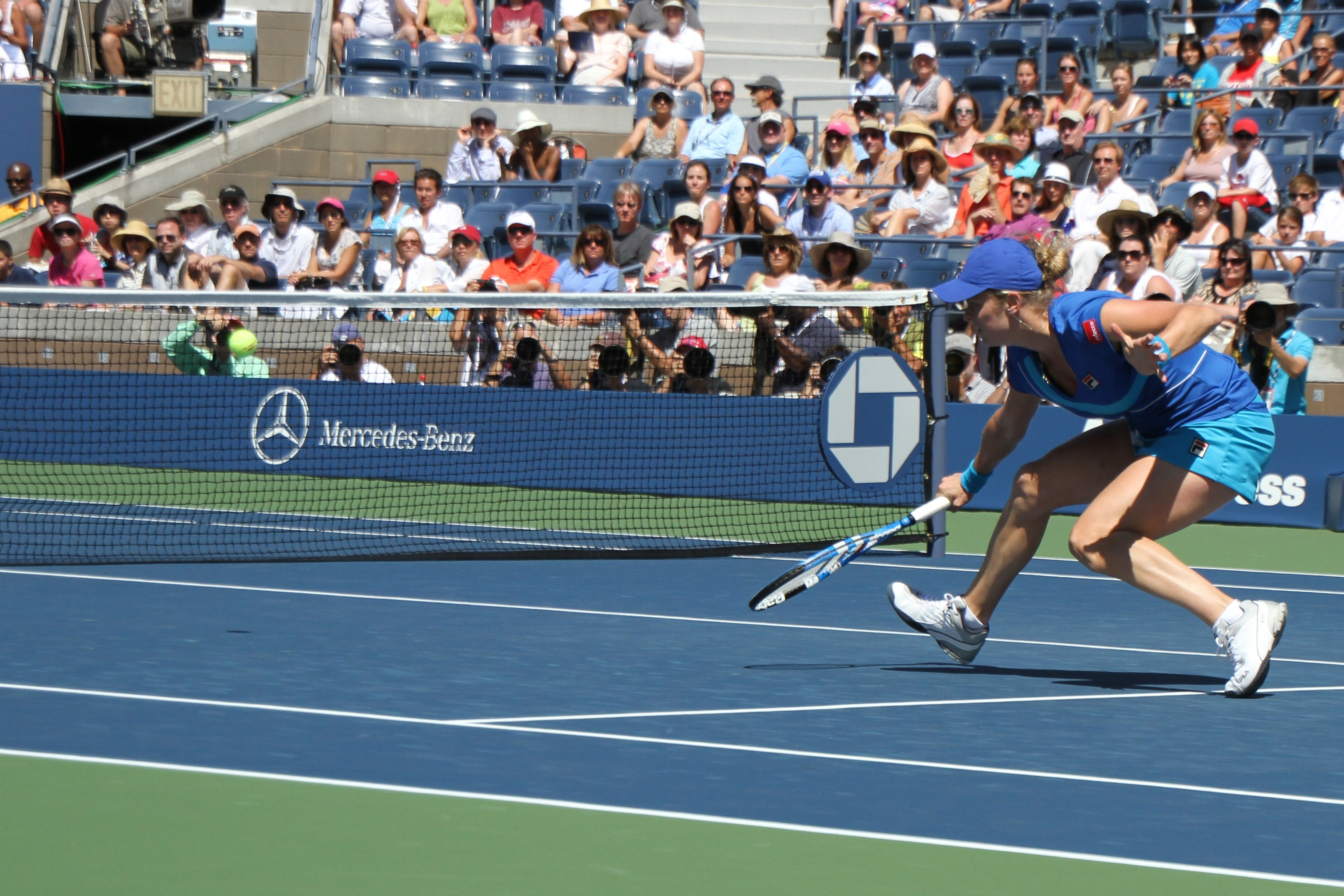
US Open 2010

- Jest jedyną zawodniczką, która pokonała siostry Williams dwukrotnie w karierze w jednym turnieju[32]. Zwyciężyła z nimi w 2002 w mistrzostwach WTA oraz siedem lat później podczas US Open.
- Jako pierwsza zawodniczka niesklasyfikowana w rankingu oraz z dziką kartą wygrała turniej wielkoszlemowy. Clijsters została również pierwszą matką, która wygrała taki turniej od 1980 r. i dokonania Evonne Goolagong Cawley[33].
- Powrotem na 19. pozycję wyrównała rekord najlepszego debiutu w rankingu WTA, który ustanowiła Andrea Jaeger w 1980 roku[32].

2010
- Została trzecią zawodniczką w historii, która jako matka wygrała dwa turnieje wielkoszlemowe[80].
- 21 zwycięstw z rzędu w jednym turnieju wielkoszlemowym (US Open 2005, 2009, 2010 – w latach 2006–2008 nie startowała) to drugi wynik w erze open za osiągnięciem Chris Evert i czwarty w historii[81].

2011
- Została drugą zawodniczką w historii obok Margaret Court, która jako mama wygrała trzy turnieje wielkoszlemowe[82].
- 14 lutego jako pierwsza matka w historii została liderką rankingu WTA (przez tydzień).

### Nagrody
Kim Clijsters przyznano następujące odznaczenia, nagrody i wyróżnienia:
- Krzyż Wielki Orderu Korony (Ordre de la couronne) – 16 lutego 2004[83]
- Trophée National du Merite Sportif (Nagroda za Zasługi dla Sportu Narodowego) – 2001
- Doctor honoris causa Vrije Universiteit Brussel (Wolnego Uniwersytetu Brukselskiego) – 2013[84]
- Nagroda WTA Karen Krantzcke za sportowe zachowanie: 2000-2003, 2005, 2006, 2009, 2012
- Nagroda WTA dla najlepszej debiutantki: 1999
- Nagroda dla zwyciężczyni WTA Championships Race: 2005
- Nagroda WTA dla najlepszej zawodniczki roku: 2005, 2010
- Nagroda WTA za najlepszy powrót roku: 2005, 2009
- Nagroda WTA Humanitarian of the Year: 2006
- Nagroda WTA za działalność pozakortową: 2003, 2006, 2010
- ESPY Award za najlepszy powrót roku: 2010 (za 2009)
- Nagroda Laureus World Sports Awards za najlepszy powrót roku: 2010[85]
- Tytuł mistrzyni świata ITF: 2005
- Najlepsza sportsmenka Belgii: 1999, 2000, 2001, 2002, 2005, 2009, 2010, 2011
- Zawodniczka roku według International Tennis Writers Association: 2005[86]
- Ambasador Tenisa według International Tennis Writers: 2005[86]

Belgijka została uhonorowana przez Erica Elsta, który jedną z odkrytych przez siebie planetoid nazwał Kimclijsters.

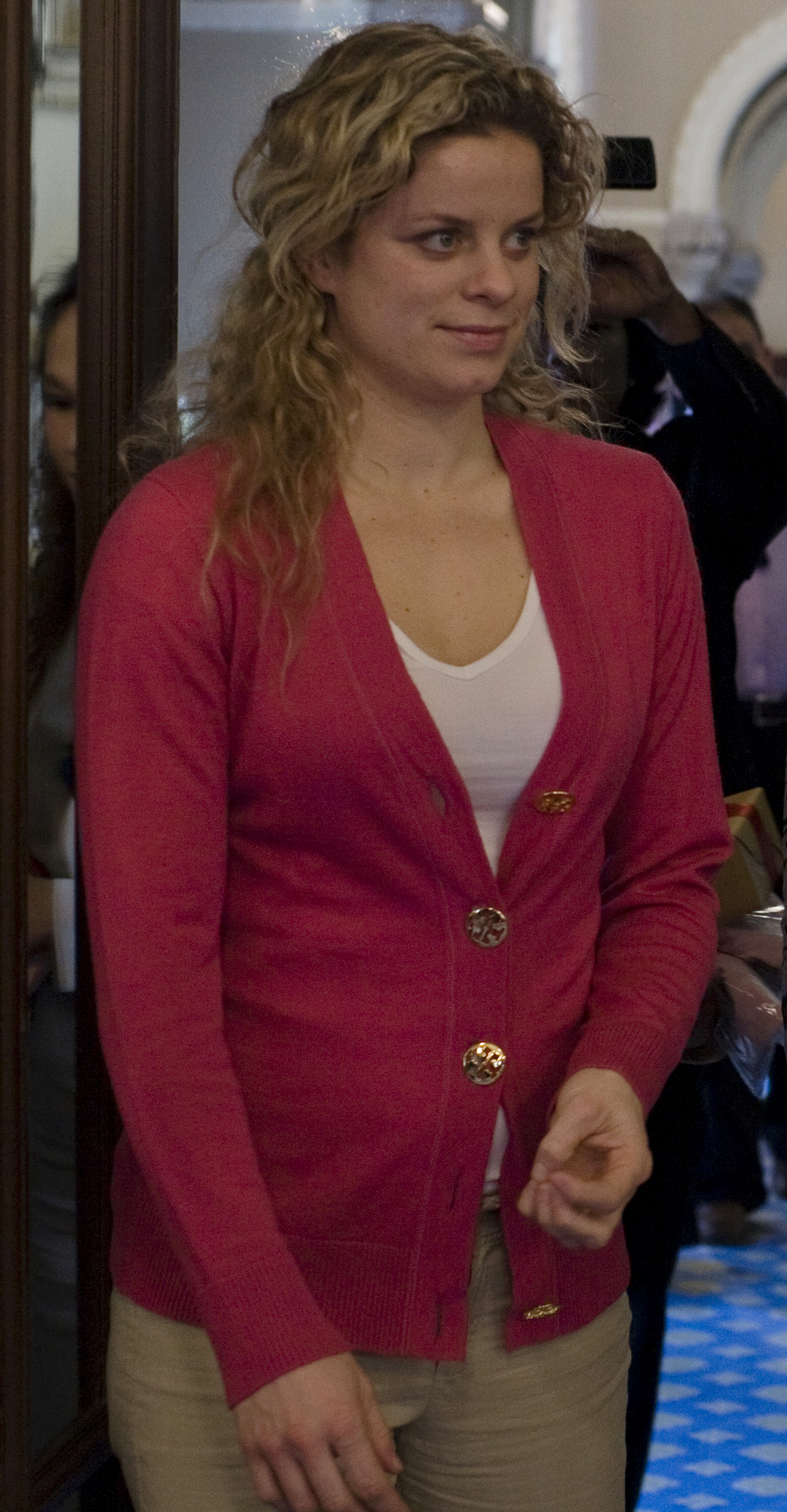
W trakcie pobytu w Tajlandii

### Zarobki
| Rok     | Zarobki ($)     | Ranking         |
| ------- | --------------- | --------------- |
| 1997    | 245             | N/A             |
| 1998    | 5491            | 431             |
| 1999    | 135 006         | 65              |
| 2000    | 418 503         | 23              |
| 2001    | 1 335 659       | 6               |
| 2002    | 1 754 376       | 4               |
| 2003    | 4 466 345       | 1               |
| 2004    | 787 366         | 15              |
| 2005    | 3 983 654       | 1               |
| 2006    | 1 463 492       | 6               |
| 2007    | 414 159         | 38              |
| 2008    | Nie występowała | Nie występowała |
| 2009    | 1 632 560       | 10              |
| 2010    | 5 035 060       | 1               |
| 2011    | 2 325 741       | 9               |
| 2012    | 684 683         | 22              |
| Kariera | 24 442 340      | 5               |

## Życie prywatne

Kim Clijsters w trakcie wywiadu (rok 2011)

Kim Clijsters urodziła się w Bilzen, obecnie mieszka w Bree. Jej ojciec, Leo Clijsters, to były reprezentant Belgii, uczestnik mistrzostw świata w piłce nożnej 1986 i 1990. Matka, Els Vandecaetsbeek, była gimnastyczką, wielokrotną mistrzynią Belgii. Rodzice rozstali się pod koniec 2005 roku. Leo zmarł 4 stycznia 2009 na raka płuc. W tenisa grała też młodsza siostra Kim, Elke. Wygrała w 2002 roku US Open w grze deblowej juniorek, lecz 2 lata później zakończyła karierę w wyniku kontuzji.
Przez blisko pięć lat Clijsters związana była z australijskim tenisistą Lleytonem Hewittem. Para ogłosiła zaręczyny w listopadzie 2003 roku. Związek zakończył się w październiku 2004 roku, na cztery miesiące przed planowanym ślubem.
Nowym partnerem Kim Clijsters został Brian Lynch, amerykański koszykarz grający w klubie z Bree. Zaręczyny miały miejsce w kwietniu 2006.
10 lipca 2007 ojciec tenisistki poinformował, że jego córka spodziewa się dziecka. 13 lipca o godzinie szóstej rano Clijsters i Lynch zostali małżeństwem. Ślub cywilny miał miejsce w Bree. Według planów uroczystość miała się odbyć dzień wcześniej, w czwartek o godzinie 20.00, jednak pod ratuszem zaczęli zbierać się fotoreporterzy, których obecności nowożeńcy sobie nie życzyli. Ślub został przesunięty bez podania planowanego czasu i miejsca jego zawarcia. Obecni byli tylko najbliżsi młodej pary, a świadkami zostali siostra tenisistki i brat koszykarza. Następnego dnia po południu odbył się ślub kościelny, a po nim przyjęcie weselne.
We wrześniu 2007 została wydana książka Belgijki My Fans, Kim, w której zawodniczka chciała podziękować fanom za wsparcie, jakie otrzymała od nich w ciągu kariery. Wydawnictwo składa się ze skrawków listów otrzymanych przez Clijsters we wcześniejszych latach od kibiców.
27 lutego 2008 Clijsters urodziła córkę, Jadę Elli, która w chwili narodzin ważyła 3,035 kg i miała 51 cm wzrostu. Poród odbył się w belgijskim Tongeren.
10 marca jej 43-letnia matka przedwcześnie urodziła syna, Zetha, którego ojcem jest Jan Goossens, trener golfa. Goossens to partner matki Kim Clijsters od momentu rozpadu związku z jej ojcem.
W 2009 mąż Kim Clijsters poinformował o zakończeniu kariery koszykarskiej.
Na początku lutego 2010 firma Mattel pokazała w Norymberdze trzy unikatowe lalki Barbie. Jedną z nich była Clijsters wraz z córką, pozostałe dwie przedstawiają J.K. Rowling oraz księżniczkę Wiktorię. Lalki nie zostały wystawione na sprzedaż.

Czuję się zaszczycona, mogąc być jedną z lalek. Pamiętam, gdy byłam młodsza, często bawiłam się Barbie. Miło, że wspomnienia z dzieciństwa wracają.

W marcu 2010 Belgijka została ambasadorem linii zegarków Citizen Signature Collection. Z tej okazji otrzymała wysadzany 65 diamentami zegarek.
Rok później przyznała, że pragnie adoptować dziecko, co będzie się starała zrealizować po zakończeniu kariery.

Rzeczą, którą najbardziej w niej kocham jest to, że jest ona najbardziej opiekuńczą osobą, jaką kiedykolwiek spotkałem. Myślę, że to dlatego inni gracze są smutni z powodu jej odejścia.

25 lutego 2013 poinformowała za pomocą konta na Twitterze, iż spodziewa się narodzin drugiego dziecka. Miesiąc później jej mąż potwierdził, że dziecko będzie płci męskiej. 18 września 2013 ponownie na Twitterze umieściła informację, iż tego dnia o godzinie 19.06 urodził się jej syn Jack Leon.
Pod koniec maja 2013 otrzymała tytuł doktora honoris causa Vrije Universiteit Brussel (Wolnego Uniwersytetu Brukselskiego).

### Działalność charytatywna

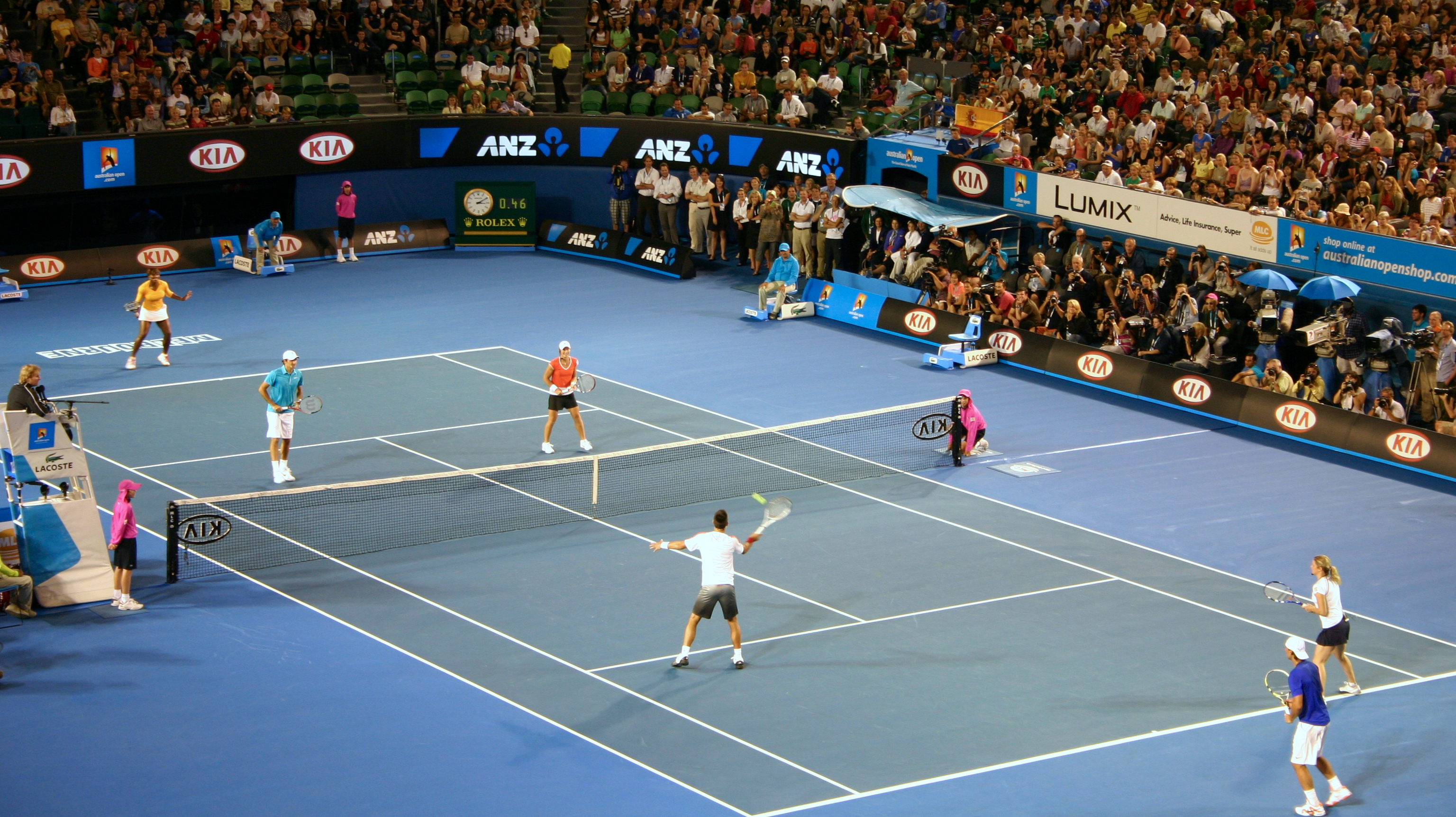
Clijsters (w prawym dolnym rogu) podczas Hit for Haiti

Kim Clijsters czynnie wspiera organizacje charytatywne.
Od 2005 roku pełni funkcję matki chrzestnej projektu Buba&Batma, którego założycielem jest Hetty Schiltmans. Projekt ten pomaga dzieciom z ulicy oraz sierotom w południowych Indiach, wspiera również lokalną pomoc medyczną, edukację i handel. Belgijka wsparła finansowo budowę w pełni funkcjonalnego sierocińca.
Przed turniejem w Brisbane w 2010 roku odwiedziła Brisbane’s Royal Children’s Hospital. Tydzień później, po zwycięskim pojedynku nad Justine Henin w finale rozgrywek, postanowiła przekazać całą wygraną, czyli 37 tysięcy dolarów na ten szpital.

Tam byli chłopcy i dziewczynki w wieku Jady, 17-miesięczni i 3-letni, z guzami mózgu i wszystkim. Pomyślałam: Co mogę zrobić? To niewielka suma, ale jest nadzieja, że pomoże innym, a ludzie mogą zobaczyć, że to jest dobra rzecz i jest szansa, że też coś ofiarują.

W tym samym miesiącu wzięła udział w „Hit for Haiti” – meczu rozgrywanym podczas Australian Open na rzecz ofiar trzęsienia ziemi na Haiti. Oprócz Clijsters w przedsięwzięciu tym wystąpili: Novak Đoković, Roger Federer, Lleyton Hewitt, Rafael Nadal, Andy Roddick, Bernard Tomic oraz Samantha Stosur i Serena Williams. Zebrano ponad 150 tysięcy dolarów.
Na aukcję również zbierającą fundusze na ten cel Kim przekazała swoją rakietę.
W kwietniu postanowiła wraz z mężem i córką wesprzeć długoterminowo pracę Belgijskiego Stowarzyszenia SOS Wioski Dziecięce. Projekt nazywa się „Simba House”.
W roku 2011 ponownie zagrała w pokazowym meczu („Rally for Relief”) podczas Australian Open, tym razem dla ofiar powodzi w Queensland. W spotkaniu tym zagrali także Rafael Nadal, Roger Federer, Novak Đoković, Andy Roodick, Andy Murray, Lleyton Hewitt, Patrick Rafter, Samantha Stosur, Caroline Wozniacki, Ana Ivanović, Justine Henin, Wiera Zwonariowa, Wiktoryja Azaranka. Ostatecznie na rzecz organizacji wpłynęło ponad 2,66 miliona dolarów. Kim przeznaczyła na aukcję na rzecz ofiar powodzi swój strój sportowy.
Pod koniec roku z mężem i córką zdecydowała się pomóc po raz kolejny Belgijskiemu Stowarzyszenia SOS Wioski Dziecięce. Comiesięcznie przeznaczają wspólnie 30 euro na jedno z dzieci ze stowarzyszenia, aby zapewnić mu opiekę zdrowotną i bezpieczne środowisko dorastania.
20 kwietnia 2016 poinformowała za pośrednictwem portali społecznościowych, że spodziewa się swojego trzeciego dziecka. 30 października 2016 urodził się jej drugi syn, Blake Richard Lynch.

## Historia występów wielkoszlemowych
Legenda
     W, wygrany turniej
     F, przegrana w finale
     SF, przegrana w półfinale
     QF, przegrana w ćwierćfinale
     xR, przegrana w x rundzie
     A, brak startu
     NH, turniej nie odbył się

### Występy w grze pojedynczej
| Australian Open        | A   | A  | 1R | 4R | SF | SF | F  | A  | SF | SF             | koniec kariery | koniec kariery | 3R | W  | SF | koniec kariery | koniec kariery | A    | A | 1 / 10 | 43 – 9   |  |  |  |  |  |
| French Open            | A   | A  | 1R | F  | 3R | F  | A  | 4R | SF | koniec kariery | koniec kariery | koniec kariery | A  | 2R | A  | koniec kariery | A              | A    | – | 0 / 7  | 23 – 7   |  |  |  |  |  |
| Wimbledon              | A   | 4R | 2R | QF | 2R | SF | A  | 4R | SF | koniec kariery | koniec kariery | koniec kariery | QF | A  | 4R | koniec kariery | NH             | A    | – | 0 / 9  | 29 – 9   |  |  |  |  |  |
| US Open                | A   | 3R | 2R | QF | 4R | F  | A  | W  | A  | koniec kariery | koniec kariery | W              | W  | A  | 2R | koniec kariery | 1R             | A    | – | 3 / 10 | 38 – 7   |  |  |  |  |  |
|                        |     |    |    |    |    |    |    |    |    |                |                |                |    |    |    |                |                |      |   |        |          |  |  |  |  |  |
| Ranking na koniec roku | 409 | 47 | 18 | 5  | 4  | 2  | 22 | 2  | 5  | –              | –              | 18             | 3  | 13 | –  | –              | 1023           | 1118 | – | 4 / 36 | 133 – 32 |  |  |  |  |  |

### Występy w grze podwójnej
| Australian Open        | A   | A   | 1R | 3R | 3R | QF | A | A | A | A              | koniec kariery | koniec kariery | A | A | A  | koniec kariery | koniec kariery | A | A | 0 / 4  | 7 – 4   |  |  |  |  |  |  |
| French Open            | A   | A   | 1R | 3R | A  | W  | A | A | A | koniec kariery | koniec kariery | koniec kariery | A | A | A  | koniec kariery | A              | A | – | 1 / 3  | 8 – 2   |  |  |  |  |  |  |
| Wimbledon              | A   | A   | 2R | F  | A  | W  | A | A | A | koniec kariery | koniec kariery | koniec kariery | A | A | A  | koniec kariery | NH             | A | – | 1 / 3  | 12 – 2  |  |  |  |  |  |  |
| US Open                | A   | A   | 3R | A  | QF | 2R | A | A | A | koniec kariery | koniec kariery | A              | A | A | 1R | koniec kariery | A              | A | – | 0 / 4  | 6 – 4   |  |  |  |  |  |  |
|                        |     |     |    |    |    |    |   |   |   |                |                |                |   |   |    |                |                |   |   |        |         |  |  |  |  |  |  |
| Ranking na koniec roku | 327 | 150 | 48 | 15 | 24 | 4  | – | – | – | –              | –              | –              | – | – | –  | –              | –              | – | – | 2 / 14 | 33 – 12 |  |  |  |  |  |  |

### Występy w grze mieszanej
| Australian Open | A | A | A  | A | A | A | A | A  | A | A              | koniec kariery | koniec kariery | A  | A | A  | koniec kariery | koniec kariery | A | A | 0 / 0 | 0 – 0  |  |  |  |  |  |  |  |  |  |  |
| French Open     | A | A | 3R | A | A | A | A | A  | A | koniec kariery | koniec kariery | koniec kariery | A  | A | A  | koniec kariery | NH             | A | – | 0 / 1 | 2 – 1  |  |  |  |  |  |  |  |  |  |  |
| Wimbledon       | A | A | F  | A | A | A | A | QF | A | koniec kariery | koniec kariery | koniec kariery | QF | A | A  | koniec kariery | NH             | A | – | 0 / 3 | 10 – 3 |  |  |  |  |  |  |  |  |  |  |
| US Open         | A | A | A  | A | A | A | A | A  | A | koniec kariery | koniec kariery | A              | A  | A | 2R | koniec kariery | NH             | A | – | 0 / 1 | 1 – 1  |  |  |  |  |  |  |  |  |  |  |
|                 |   |   |    |   |   |   |   |    |   |                |                |                |    |   |    |                |                |   |   |       |        |  |  |  |  |  |  |  |  |  |  |
|                 |   |   |    |   |   |   |   |    |   |                |                |                |    |   |    |                |                |   |   | 0 / 5 | 13 – 5 |  |  |  |  |  |  |  |  |  |  |

### Występy w grze podwójnej w turniejach legend
| Turniej         | 2013 | 2014 | 2015 | 2016 | 2017 | 2018 | 2019 | 2020 | 2021 | 2022 | 2023 | 2024 | 2025 | Tytuły |
| --------------- | ---- | ---- | ---- | ---- | ---- | ---- | ---- | ---- | ---- | ---- | ---- | ---- | ---- | ------ |
| Australian Open | A    | A    | A    | RR   | A    | A    | F    | A    | A    | A    | A    | A    | A    | 0 / 2  |
| French Open     | A    | W    | W    | RR   | W    | F    | A    | A    | A    | A    | A    | A    | RR   | 3 / 6  |
| Wimbledon       | A    | A    | A    | A    | RR   | W    | RR   | A    | A    | W    | W    | W    | A    | 4 / 6  |
| US Open         | A    | A    | A    | A    | W    | NH   | NH   | A    | A    | A    | A    | A    |      | 1 / 1  |

## Finały turniejów WTA
| Legenda                     | Legenda |
| --------------------------- | ------- |
| Wielki Szlem                |         |
| Igrzyska olimpijskie        |         |
| WTA Tour Championships      |         |
| 1988 – 2008                 |         |
| Kategoria I                 |         |
| Kategoria II                |         |
| Kategoria III               |         |
| Kategoria IV                |         |
| Kategoria V                 |         |
| 2009 – 2020                 |         |
| WTA Premier Mandatory       |         |
| WTA Premier 5               |         |
| WTA Premier                 |         |
| WTA International Series    |         |
| WTA 125K series (2012–2020) |         |

### Gra pojedyncza 60 (41-19)
| Końcowy wynik | Nr  | Data                 | Turniej          | Nawierzchnia    | Przeciwniczka          | Wynik finału      |
| ------------- | --- | -------------------- | ---------------- | --------------- | ---------------------- | ----------------- |
| Zwyciężczyni  | 1.  | 26 września 1999     | Luksemburg       | Dywanowa (hala) | Dominique van Roost    | 6:2, 6:2          |
| Finalistka    | 1.  | 24 października 1999 | Bratysława       | Twarda (hala)   | Amélie Mauresmo        | 3:6, 3:6          |
| Zwyciężczyni  | 2.  | 16 stycznia 2000     | Hobart           | Twarda          | Chanda Rubin           | 2:6, 6:2, 6:2     |
| Finalistka    | 2.  | 8 października 2000  | Filderstadt      | Twarda (hala)   | Martina Hingis         | 0:6, 3:6          |
| Zwyciężczyni  | 3.  | 5 listopada 2000     | Lipsk            | Dywanowa (hala) | Jelena Lichowcewa      | 7:6(6), 4:6, 6:4  |
| Finalistka    | 3.  | 17 marca 2001        | Indian Wells     | Twarda          | Serena Williams        | 6:4, 4:6, 2:6     |
| Finalistka    | 4.  | 9 czerwca 2001       | French Open      | Ceglana         | Jennifer Capriati      | 6:1, 4:6, 10:12   |
| Finalistka    | 5.  | 23 czerwca 2001      | ’s-Hertogenbosch | Trawiasta       | Justine Henin          | 4:6, 6:3, 3:6     |
| Zwyciężczyni  | 4.  | 29 lipca 2001        | Stanford         | Twarda          | Lindsay Davenport      | 6:4, 6:7(5), 6:1  |
| Zwyciężczyni  | 5.  | 23 września 2001     | Lipsk            | Dywanowa (hala) | Magdalena Maleewa      | 6:1, 6:1          |
| Zwyciężczyni  | 6.  | 28 października 2001 | Luksemburg       | Twarda (hala)   | Lisa Raymond           | 6:2, 6:2          |
| Zwyciężczyni  | 7.  | 5 maja 2002          | Hamburg          | Ceglana         | Venus Williams         | 1:6, 6:3, 6:4     |
| Finalistka    | 6.  | 28 lipca 2002        | Stanford         | Twarda          | Venus Williams         | 3:6, 3:6          |
| Finalistka    | 7.  | 22 września 2002     | Tokio (Toyota)   | Twarda          | Serena Williams        | 6:2, 3:6, 3:6     |
| Zwyciężczyni  | 8.  | 13 października 2002 | Filderstadt      | Twarda (hala)   | Daniela Hantuchová     | 4:6, 6:3, 6:4     |
| Zwyciężczyni  | 9.  | 27 października 2002 | Luksemburg       | Twarda (hala)   | Magdalena Maleewa      | 6:1, 6:2          |
| Zwyciężczyni  | 10. | 11 listopada 2002    | Los Angeles      | Twarda (hala)   | Serena Williams        | 7:5, 6:3          |
| Zwyciężczyni  | 11. | 11 stycznia 2003     | Sydney           | Twarda          | Lindsay Davenport      | 6:4, 6:3          |
| Finalistka    | 8.  | 16 lutego 2003       | Antwerpia        | Dywanowa (hala) | Venus Williams         | 2:6, 4:6          |
| Finalistka    | 9.  | 2 marca 2003         | Scottsdale       | Twarda          | Ai Sugiyama            | 6:3, 5:7, 4:6     |
| Zwyciężczyni  | 12. | 16 marca 2003        | Indian Wells     | Twarda          | Lindsay Davenport      | 6:4, 7:5          |
| Finalistka    | 10. | 11 maja 2003         | Berlin           | Ceglana         | Justine Henin          | 4:6, 6:4, 5:7     |
| Zwyciężczyni  | 13. | 18 maja 2003         | Rzym             | Ceglana         | Amélie Mauresmo        | 3:6, 7:6(3), 6:0  |
| Finalistka    | 11. | 8 czerwca 2003       | French Open      | Ceglana         | Justine Henin-Hardenne | 0:6, 4:6          |
| Zwyciężczyni  | 14. | 22 czerwca 2003      | ’s-Hertogenbosch | Trawiasta       | Justine Henin-Hardenne | 6:7(4), 3:0 krecz |
| Zwyciężczyni  | 15. | 27 lipca 2003        | Stanford         | Twarda          | Jennifer Capriati      | 4:6, 6:4, 6:2     |
| Finalistka    | 12. | 3 sierpnia 2003      | San Diego        | Twarda          | Justine Henin-Hardenne | 6:3, 2:6, 3:6     |
| Zwyciężczyni  | 16. | 10 sierpnia 2003     | Los Angeles      | Twarda          | Lindsay Davenport      | 6:1, 3:6, 6:1     |
| Finalistka    | 13. | 6 września 2003      | US Open          | Twarda          | Justine Henin-Hardenne | 5:7, 1:6          |
| Zwyciężczyni  | 17. | 12 października 2003 | Filderstadt      | Twarda (hala)   | Justine Henin-Hardenne | 5:7, 6:4, 6:2     |
| Zwyciężczyni  | 18. | 26 października 2003 | Luksemburg       | Twarda (hala)   | Chanda Rubin           | 6:2, 7:5          |
| Zwyciężczyni  | 19. | 10 listopada 2003    | Los Angeles      | Twarda (hala)   | Amélie Mauresmo        | 6:2, 6:0          |
| Finalistka    | 14. | 1 lutego 2004        | Australian Open  | Twarda          | Justine Henin-Hardenne | 3:6, 6:4, 3:6     |
| Zwyciężczyni  | 20. | 15 lutego 2004       | Paryż            | Dywanowa (hala) | Mary Pierce            | 6:2, 6:1          |
| Zwyciężczyni  | 21. | 22 lutego 2004       | Antwerpia        | Dywanowa (hala) | Silvia Farina Elia     | 6:3, 6:0          |
| Zwyciężczyni  | 22. | 20 marca 2005        | Indian Wells     | Twarda          | Lindsay Davenport      | 6:4, 4:6, 6:2     |
| Zwyciężczyni  | 23. | 2 kwietnia 2005      | Miami            | Twarda          | Marija Szarapowa       | 6:3, 7:5          |
| Zwyciężczyni  | 24. | 18 czerwca 2005      | Eastbourne       | Trawiasta       | Wiera Duszewina        | 7:5, 6:0          |
| Zwyciężczyni  | 25. | 31 lipca 2005        | Stanford         | Twarda          | Venus Williams         | 7:5, 6:2          |
| Zwyciężczyni  | 26. | 14 sierpnia 2005     | Los Angeles      | Twarda          | Daniela Hantuchová     | 6:4, 6:1          |
| Zwyciężczyni  | 27. | 21 sierpnia 2005     | Toronto          | Twarda          | Justine Henin-Hardenne | 7:5, 6:1          |
| Zwyciężczyni  | 28. | 10 września 2005     | US Open          | Twarda          | Mary Pierce            | 6:3, 6:1          |
| Zwyciężczyni  | 29. | 2 października 2005  | Luksemburg       | Twarda (hala)   | Anna-Lena Grönefeld    | 6:2, 6:4          |
| Zwyciężczyni  | 30. | 30 października 2005 | Hasselt          | Twarda (hala)   | Francesca Schiavone    | 6:2, 6:3          |
| Finalistka    | 15. | 19 lutego 2006       | Antwerpia        | Dywanowa (hala) | Amélie Mauresmo        | 6:3, 3:6, 3:6     |
| Zwyciężczyni  | 31. | 7 maja 2006          | Warszawa         | Ceglana         | Swietłana Kuzniecowa   | 7:5, 6:2          |
| Zwyciężczyni  | 32. | 30 lipca 2006        | Stanford         | Twarda          | Patty Schnyder         | 6:4, 6:2          |
| Finalistka    | 16. | 6 sierpnia 2006      | San Diego        | Twarda          | Marija Szarapowa       | 5:7, 5:7          |
| Zwyciężczyni  | 33. | 5 listopada 2006     | Hasselt          | Twarda (hala)   | Kaia Kanepi            | 6:3, 3:6, 6:4     |
| Zwyciężczyni  | 34. | 12 stycznia 2007     | Sydney           | Twarda          | Jelena Janković        | 4:6, 7:6(1), 6:4  |
| Finalistka    | 17. | 18 lutego 2007       | Antwerpia        | Dywanowa (hala) | Amélie Mauresmo        | 4:6, 6:7(4)       |
| Zwyciężczyni  | 35. | 12 września 2009     | US Open          | Twarda          | Caroline Wozniacki     | 7:5, 6:3          |
| Zwyciężczyni  | 36. | 10 stycznia 2010     | Brisbane         | Twarda          | Justine Henin          | 6:3, 4:6, 7:6(6)  |
| Zwyciężczyni  | 37. | 3 kwietnia 2010      | Miami            | Twarda          | Venus Williams         | 6:2, 6:1          |
| Zwyciężczyni  | 38. | 15 sierpnia 2010     | Cincinnati       | Twarda          | Marija Szarapowa       | 2:6, 7:6(4), 6:2  |
| Zwyciężczyni  | 39. | 11 września 2010     | US Open          | Twarda          | Wiera Zwonariowa       | 6:2, 6:1          |
| Zwyciężczyni  | 40. | 31 października 2010 | Doha             | Twarda          | Caroline Wozniacki     | 6:3, 5:7, 6:3     |
| Finalistka    | 18. | 14 stycznia 2011     | Sydney           | Twarda          | Li Na                  | 6:7(3), 3:6       |
| Zwyciężczyni  | 41. | 28 stycznia 2011     | Australian Open  | Twarda          | Li Na                  | 3:6, 6:3, 6:3     |
| Finalistka    | 19. | 13 lutego 2011       | Paryż            | Twarda (hala)   | Petra Kvitová          | 4:6, 3:6          |

### Gra mieszana 1 (0–1)
| Końcowy wynik | Nr | Data         | Turniej   | Nawierzchnia | Partner        | Przeciwnicy                | Wynik finału |
| ------------- | -- | ------------ | --------- | ------------ | -------------- | -------------------------- | ------------ |
| Finalistka    | 1. | 8 lipca 2000 | Wimbledon | Trawiasta    | Lleyton Hewitt | Kimberly Po Donald Johnson | 4:6, 6:7(3)  |

## Występy w Turnieju Mistrzyń

### W grze pojedynczej
| Rok  | Rezultat     | Przeciwniczka                                   | Wynik                                 |
| 2000 | Ćwierćfinał  | Jelena Diemientjewa                             | 4:6, 6:2, 4:66                        |
| 2001 | Półfinał     | Lindsay Davenport                               | 6:1, 3:6, 6:7(3)                      |
| 2002 | Zwycięstwo   | Serena Williams                                 | 7:5, 6:3                              |
| 2003 | Zwycięstwo   | Amélie Mauresmo                                 | 6:2, 6:0                              |
| 2005 | Faza grupowa | Amélie Mauresmo Mary Pierce Jelena Diemientjewa | 3:6, 6:7(4) 1:6, 6:4, 6:7(2) 6:2, 6:3 |
| 2006 | Półfinał     | Amélie Mauresmo                                 | 2:6, 6:3, 3:6                         |
| 2010 | Zwycięstwo   | Caroline Wozniacki                              | 6:3, 5:7, 6:3                         |

### W grze podwójnej
| Rok  | Rezultat | Partnerka   | Przeciwniczki                       | Wynik         |
| 2003 | Finał    | Ai Sugiyama | Virginia Ruano Pascual Paola Suárez | 4:6, 6:3, 3:6 |

## Finały turniejów rangi ITF
| turnieje z pulą nagród 100 000 $ |
| turnieje z pulą nagród 75 000 $  |
| turnieje z pulą nagród 50 000 $  |
| turnieje z pulą nagród 25 000 $  |
| turnieje z pulą nagród 15 000 $  |
| turnieje z pulą nagród 10 000 $  |

### Gra pojedyncza 4 (3-1)
| Rezultat     |    | Data       | Turniej   | ($)    | Naw.           | Przeciwniczka          | Wynik    |
| Zwyciężczyni | 1. | 26/07/1998 | Bruksela  | 10 000 | Ceglana        | Denisa Sobotková       | 7:6, 6:1 |
| Zwyciężczyni | 2. | 16/08/1998 | Koksijde  | 10 000 | Ceglana        | Lourdes Domínguez Lino | 6:3, 6:4 |
| Zwyciężczyni | 3. | 07/02/1999 | Sheffield | 10 000 | Twarda (hala)  | Kim De Weille          | 6:3, 6:1 |
| Finalistka   | 1. | 21/03/1999 | Reims     | 25 000 | Ceglana (hala) | Justine Henin          | 4:6, 4:6 |

### Gra podwójna 3 (3-0)
| Rezultat     |    | Data       | Turniej         | ($)    | Naw.    | Partnerka          | Przeciwniczki                          | Wynik       |
| Zwyciężczyni | 1. | 26/07/1998 | Bruksela        | 10 000 | Ceglana | Stephanie De Ville | Marija Bobojedowa Jelena Krutko        | 6:1, 7:5    |
| Zwyciężczyni | 2. | 23/08/1998 | Bruksela        | 10 000 | Ceglana | Cindy Schuurmans   | Lourdes Domínguez Lino Luciana Masante | 7:6(5), 7:5 |
| Zwyciężczyni | 3. | 15/11/1998 | Ramat ha-Szaron | 25 000 | Twarda  | Justine Henin      | Olga Głuszczenko Tacciana Puczak       | 6:2, 6:0    |

## Występy w igrzyskach olimpijskich

### Gra pojedyncza
| Runda                                                                     | Przeciwniczka                   | Wynik    |  |
| ------------------------------------------------------------------------- | ------------------------------- | -------- |  |
|                                                                           |                                 |          |  |
| Letnie Igrzyska Olimpijskie w Londynie 2012, reprezentując państwo Belgia |                                 |          |  |
| I runda                                                                   | Włochy: Roberta Vinci           | 6:1, 6:4 |  |
| II runda                                                                  | Hiszpania: Carla Suárez Navarro | 6:3, 6:3 |  |
| III runda                                                                 | Serbia: Ana Ivanović [11]       | 6:3, 6:4 |  |
| Ćwierćfinał                                                               | Rosja: Marija Szarapowa [3]     | 2:6, 5:7 |  |

## Finały juniorskich turniejów wielkoszlemowych

### Gra pojedyncza (0–1)
| Legenda               |
| Australian Open (0–0) |
| French Open (0–0)     |
| Wimbledon (0–1)       |
| US Open (0–0)         |

| Wygrane według nawierzchni |
| Twarda (0–0)               |
| Ceglana (0–0)              |
| Trawiasta (0–1)            |
| Dywanowa (0–0)             |

| Końcowy wynik | Rok  | Turniej   | Nawierzchnia | Przeciwniczka      | Wynik finału |
| Finalistka    | 1998 | Wimbledon | Trawiasta    | Katarina Srebotnik | 6:7(3), 3:6  |

### Gra podwójna (2–1)
| Legenda               |
| Australian Open (0–0) |
| French Open (1–1)     |
| Wimbledon (0–0)       |
| US Open (1–0)         |

| Wygrane według nawierzchni |
| Twarda (1–0)               |
| Ceglana (1–1)              |
| Trawiasta (0–0)            |
| Dywanowa (0–0)             |

| Końcowy wynik | Rok  | Turniej     | Nawierzchnia | Partnerka    | Przeciwniczki                         | Wynik finału  |
| Zwyciężczyni  | 1998 | French Open | Ceglana      | Jelena Dokić | Jelena Diemientjewa Nadieżda Pietrowa | 6:4, 7:6      |
| Zwyciężczyni  | 1998 | US Open     | Twarda       | Eva Dyrberg  | Jelena Dokić Evie Dominikovic         | 7:6, 6:4      |
| Finalistka    | 1999 | French Open | Ceglana      | Mia Buric    | Flavia Pennetta Roberta Vinci         | 5:7, 7:5, 4:6 |

## Historia występów w turniejach
Dane na dzień 2012-09-02

### Gra pojedyncza

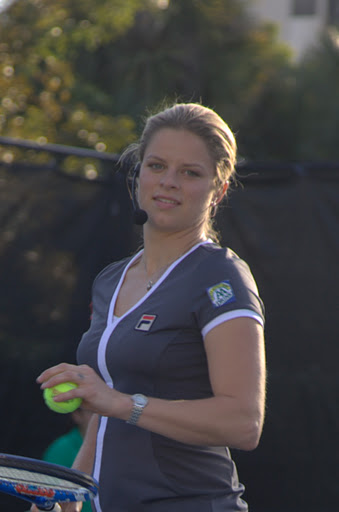
Podczas Sony Ericsson Open – wygrała ten turniej dwukrotnie.

W nawiasach zwycięstwa w turniejach ITF Future. Bilans zawiera rezultaty spotkań z turniejów ITF, WTA oraz Pucharu Federacji.
| Nawierzchnia      | 1997 | 1998 | 1999  | 2000  | 2001  | 2002  | 2003  | 2004 | 2005 | 2006  | 2007 | 2008 | 2009 | 2010 | 2011 | 2012 | Kariera |
| ----------------- | ---- | ---- | ----- | ----- | ----- | ----- | ----- | ---- | ---- | ----- | ---- | ---- | ---- | ---- | ---- | ---- | ------- |
| Twarda            | 0–0  | 5–1  | 11–2  | 16–8  | 30–10 | 35–10 | 59–7  | 13–2 | 49–4 | 23–6  | 11–2 | –    | 13–3 | 32–4 | 21–5 | 11–4 | 329–68  |
| Ziemna            | 2–1  | 11–1 | 14–5  | 1–2   | 12–5  | 10–3  | 17–2  | 3–0  | 8–3  | 11–3  | 0–1  | –    | 0–0  | 2–1  | 1–1  | 0–0  | 92–28   |
| Trawiasta         | 0–0  | 0–0  | 6–1   | 2–2   | 7–2   | 2–2   | 9–1   | 0–0  | 8–1  | 6–2   | 3–0  | –    | 0–0  | 6–2  | 1–1  | 9–2  | 56–16   |
| Dywan             | 0–0  | 0–0  | 8–2   | 11–5  | 6–1   | 4–2   | 5–2   | 4–0  | 2–1  | 3–1   | 3–1  | –    | 0–0  | 0–0  | 0–0  | 0–0  | 46–15   |
| Bilans spotkań    | 2–1  | 16–2 | 39–10 | 30–17 | 55–18 | 51–17 | 90–12 | 20–2 | 67–9 | 43–12 | 14–4 | –    | 13–3 | 40–7 | 23–7 | 20–6 | 523–127 |
| Wygrane turnieje  | 0    | (2)  | 1(1)  | 2     | 3     | 4     | 9     | 2    | 9    | 3     | 1    | –    | 1    | 5    | 1    | 0    | 41(3)   |
| Finały turniejowe | 0    | 0    | 1(1)  | 1     | 3     | 2     | 6     | 1    | 0    | 2     | 1    | –    | 0    | 0    | 2    | 0    | 19(1)   |

| Turniej                                                     | Kat. do 2008                                  | 1999                    | 2000                    | 2001                    | 2002                    | 2003                    | 2004                    | 2005                    | 2006                    | 2007                    | 2008                    | 2009                    | 2010                    | 2011                    | 2012                    | W całej karierze        | W całej karierze        |
| Turnieje Wielkoszlemowe                                     | Turnieje Wielkoszlemowe                       | Turnieje Wielkoszlemowe | Turnieje Wielkoszlemowe | Turnieje Wielkoszlemowe | Turnieje Wielkoszlemowe | Turnieje Wielkoszlemowe | Turnieje Wielkoszlemowe | Turnieje Wielkoszlemowe | Turnieje Wielkoszlemowe | Turnieje Wielkoszlemowe | Turnieje Wielkoszlemowe | Turnieje Wielkoszlemowe | Turnieje Wielkoszlemowe | Turnieje Wielkoszlemowe | Turnieje Wielkoszlemowe | Turnieje Wielkoszlemowe | Turnieje Wielkoszlemowe |
| ----------------------------------------------------------- | --------------------------------------------- | ----------------------- | ----------------------- | ----------------------- | ----------------------- | ----------------------- | ----------------------- | ----------------------- | ----------------------- | ----------------------- | ----------------------- | ----------------------- | ----------------------- | ----------------------- | ----------------------- | ----------------------- | ----------------------- |
| Australian Open                                             | Australian Open                               | –                       | 1R                      | 4R                      | SF                      | SF                      | F                       | –                       | SF                      | SF                      | –                       | –                       | 3R                      | W                       | SF                      | 1/10                    | 43-9                    |
| Roland Garros                                               | Roland Garros                                 | –                       | 1R                      | F                       | 3R                      | F                       | –                       | 4R                      | SF                      | –                       | –                       | –                       | –                       | 2R                      | –                       | 0/7                     | 23-7                    |
| Wimbledon                                                   | Wimbledon                                     | 4R                      | 2R                      | QF                      | 2R                      | SF                      | –                       | 4R                      | SF                      | –                       | –                       | –                       | QF                      | –                       | 4R                      | 0/9                     | 29-9                    |
| US Open                                                     | US Open                                       | 3R                      | 2R                      | QF                      | 4R                      | F                       | –                       | W                       | –                       | –                       | –                       | W                       | W                       | –                       | 2R                      | 3/9                     | 38-6                    |
| Turnieje wielkoszlemowe – wygrane/porażki                   | Turnieje wielkoszlemowe – wygrane/porażki     | 8-2                     | 2-4                     | 17-4                    | 11-4                    | 22-4                    | 6-1                     | 13-2                    | 14-3                    | 5-1                     | 0-0                     | 7-0                     | 13-2                    | 8-1                     | 9-3                     | N/A                     | 133-31                  |
| Turnieje wielkoszlemowe – wygrane turnieje                  | Turnieje wielkoszlemowe – wygrane turnieje    | 0/2                     | 0/4                     | 0/4                     | 0/4                     | 0/4                     | 0/1                     | 1/3                     | 0/3                     | 0/1                     | 0/0                     | 1/1                     | 1/3                     | 1/2                     | 0/3                     | 4/35                    | –                       |
| Igrzyska olimpijskie                                        |                                               |                         |                         |                         |                         |                         |                         |                         |                         |                         |                         |                         |                         |                         |                         |                         |                         |
| Letnie igrzyska olimpijskie                                 | Letnie igrzyska olimpijskie                   | –                       | –                       | –                       | –                       | –                       | –                       | –                       | –                       | –                       | –                       | –                       | –                       | –                       | QF                      | 0/1                     | 3-1                     |
| Turnieje kategorii Premier                                  |                                               |                         |                         |                         |                         |                         |                         |                         |                         |                         |                         |                         |                         |                         |                         |                         |                         |
| WTA Tour Championship                                       | WTA Tour Championship                         | –                       | QF                      | SF                      | W                       | W                       | –                       | RR                      | SF                      | –                       | –                       | –                       | W                       | –                       | –                       | 3/7                     | 19-7                    |
| BNP Paribas Open                                            | T1                                            | –                       | 4R                      | F                       | 2R                      | W                       | 3R                      | W                       | –                       | –                       | –                       | –                       | 3R                      | 4R                      | –                       | 2/8                     | 24-5                    |
| Sony Ericsson Open                                          | T1                                            | –                       | 4R                      | 4R                      | QF                      | SF                      | –                       | W                       | 2R                      | 4R                      | –                       | –                       | W                       | QF                      | 3R                      | 2/10                    | 31-8                    |
| Internazionali BNL d’Italia                                 | T1                                            | –                       | –                       | 2R                      | SF                      | W                       | –                       | –                       | 3R                      | –                       | –                       | –                       | –                       | –                       | –                       | 1/4                     | 9-3                     |
| Western & Southern Financial Group Masters and Women’s Open | T3                                            | –                       | –                       | –                       | –                       | –                       | –                       | –                       | –                       | –                       | –                       | QF                      | W                       | –                       | –                       | 1/2                     | 8-1                     |
| Rogers Cup                                                  | T1                                            | –                       | –                       | –                       | 3R                      | 3R                      | –                       | W                       | 2R                      | –                       | –                       | 3R                      | QF                      | 2R                      | –                       | 1/7                     | 10-6                    |
| Brisbane International                                      | T3                                            | –                       | –                       | –                       | –                       | –                       | –                       | –                       | –                       | –                       | –                       | –                       | W                       | –                       | SF                      | 1/2                     | 8-1                     |
| Medibank International                                      | T2                                            | –                       | –                       | 2R                      | SF                      | W                       | –                       | –                       | QF                      | W                       | –                       | –                       | –                       | F                       | –                       | 2/6                     | 16-3                    |
| Open GDF Suez                                               | T2                                            | –                       | –                       | –                       | –                       | –                       | W                       | –                       | –                       | –                       | –                       | –                       | –                       | F                       | –                       | 1/2                     | 7-1                     |
| Porsche Tennis Grand Prix                                   | T2                                            | –                       | F                       | 2R                      | W                       | W                       | –                       | QF                      | –                       | –                       | –                       | –                       | –                       | –                       | –                       | 2/5                     | 14-3                    |
| AEGON International                                         | T2                                            | –                       | –                       | –                       | –                       | –                       | –                       | W                       | SF                      | –                       | –                       | –                       | QF                      | –                       | –                       | 1/3                     | 9-2                     |
| Bank of the West Classic                                    | T2                                            | –                       | 1R                      | W                       | F                       | W                       | –                       | W                       | W                       | –                       | –                       | –                       | –                       | –                       | –                       | 4/6                     | 19-2                    |
| Pilot Pen Tennis                                            | T2                                            | –                       | QF                      | SF                      | –                       | –                       | –                       | –                       | –                       | –                       | –                       | –                       | –                       | –                       | –                       | 0/2                     | 4-1                     |
| Turnieje kategorii Premier – wygrane/porażki                | Turnieje kategorii Premier – wygrane/porażki  | 0-0                     | 11-6                    | 16-6                    | 21-6                    | 33-2                    | 5-0                     | 29-3                    | 10-6                    | 6-1                     | 0-0                     | 5-2                     | 25-4                    | 12-5                    | 5-2                     | N/A                     | 178-43                  |
| Turnieje kategorii Premier – wygrane turnieje               | Turnieje kategorii Premier – wygrane turnieje | 0/0                     | 0/6                     | 1/8                     | 2/8                     | 6/8                     | 1/2                     | 5/7                     | 1/7                     | 1/2                     | 0/0                     | 0/2                     | 4/7                     | 0/5                     | 0/2                     | 21/64                   | –                       |

### Gra podwójna
| Turniej                                                     | Kat. do '08                                   | 2000                    | 2001                    | 2002                    | 2003                    | 2004                    | 2005                    | 2006                    | 2007                    | 2008                    | 2009                    | 2010                    | 2011                    | 2012                    | W całej karierze        | W całej karierze        |                         |
| Turnieje Wielkoszlemowe                                     | Turnieje Wielkoszlemowe                       | Turnieje Wielkoszlemowe | Turnieje Wielkoszlemowe | Turnieje Wielkoszlemowe | Turnieje Wielkoszlemowe | Turnieje Wielkoszlemowe | Turnieje Wielkoszlemowe | Turnieje Wielkoszlemowe | Turnieje Wielkoszlemowe | Turnieje Wielkoszlemowe | Turnieje Wielkoszlemowe | Turnieje Wielkoszlemowe | Turnieje Wielkoszlemowe | Turnieje Wielkoszlemowe | Turnieje Wielkoszlemowe | Turnieje Wielkoszlemowe | Turnieje Wielkoszlemowe |
| ----------------------------------------------------------- | --------------------------------------------- | ----------------------- | ----------------------- | ----------------------- | ----------------------- | ----------------------- | ----------------------- | ----------------------- | ----------------------- | ----------------------- | ----------------------- | ----------------------- | ----------------------- | ----------------------- | ----------------------- | ----------------------- | ----------------------- |
| Australian Open                                             | Australian Open                               | 1RHN                    | 3RLC                    | 3RAS                    | QFAS                    | –                       | –                       | –                       | –                       | –                       | –                       | –                       | –                       | –                       | 0/4                     | 7-4                     |                         |
| Roland Garros                                               | Roland Garros                                 | 1RLB                    | 3RLC                    | –                       | WAS                     | –                       | –                       | –                       | –                       | –                       | –                       | –                       | –                       | –                       | 1/3                     | 8-2                     |                         |
| Wimbledon                                                   | Wimbledon                                     | 2RTP                    | FAS                     | –                       | WAS                     | –                       | –                       | –                       | –                       | –                       | –                       | –                       | –                       | –                       | 1/3                     | 12-2                    |                         |
| US Open                                                     | US Open                                       | 3RLC                    | –                       | QFMS                    | 2RAS                    | –                       | –                       | –                       | –                       | –                       | –                       | –                       | –                       | 1RKF                    | 0/4                     | 6-4                     |                         |
| Turnieje wielkoszlemowe – wygrane/porażki                   | Turnieje wielkoszlemowe – wygrane/porażki     | 3-4                     | 9-3                     | 5-2                     | 16-2                    | –                       | –                       | –                       | –                       | –                       | –                       | –                       | –                       | 0-1                     | N/A                     | 33-12                   |                         |
| Turnieje wielkoszlemowe – wygrane turnieje                  | Turnieje wielkoszlemowe – wygrane turnieje    | 0/4                     | 0/3                     | 0/2                     | 2/4                     | –                       | –                       | –                       | –                       | –                       | –                       | –                       | –                       | 0/1                     | 2/14                    | –                       |                         |
| Turnieje kategorii Premier                                  |                                               |                         |                         |                         |                         |                         |                         |                         |                         |                         |                         |                         |                         |                         |                         |                         |                         |
| WTA Tour Championship                                       | WTA Tour Championship                         | –                       | –                       | –                       | FAS                     | –                       | –                       | –                       | –                       | –                       | –                       | –                       | –                       | –                       | 0/1                     | 1-1                     |                         |
| BNP Paribas Open                                            | T1                                            | –                       | 1RLC                    | –                       | FAS                     | –                       | –                       | –                       | –                       | –                       | –                       | –                       | –                       | –                       | 0/2                     | 4-2                     |                         |
| Sony Ericsson Open                                          | T1                                            | 1RAM                    | 1RLC                    | –                       | QFAS                    | –                       | –                       | 2RCM                    | 1RCM                    | –                       | –                       | 2RKF                    | –                       | –                       | 0/6                     | 4-6                     |                         |
| Internazionali BNL d’Italia                                 | T1                                            | –                       | 1RMSR                   | –                       | –                       | –                       | –                       | –                       | –                       | –                       | –                       | –                       | –                       | –                       | 0/1                     | 0-1                     |                         |
| Western & Southern Financial Group Masters and Women’s Open | T3                                            | –                       | –                       | –                       | –                       | –                       | –                       | –                       | –                       | –                       | 1RYW                    | –                       | –                       | –                       | 0/1                     | 0-1                     |                         |
| Rogers Cup                                                  | T1                                            | –                       | –                       | –                       | QFJD                    | –                       | –                       | –                       | –                       | –                       | –                       | –                       | –                       | –                       | 0/1                     | 2-1                     |                         |
| Medibank International                                      | T2                                            | –                       | 1RAM                    | 1RAS                    | WAS                     | –                       | –                       | –                       | –                       | –                       | –                       | –                       | –                       | –                       | 1/3                     | 4-2                     |                         |
| Porsche Tennis Grand Prix                                   | T2                                            | 1RBR                    | SFBS                    | 1RCR                    | –                       | –                       | –                       | –                       | –                       | –                       | –                       | –                       | –                       | –                       | 0/3                     | 2-3                     |                         |
| AEGON International                                         | T2                                            | –                       | –                       | –                       | –                       | –                       | –                       | –                       | –                       | –                       | –                       | 1RSK                    | –                       | –                       | 0/1                     | 0-1                     |                         |
| Bank of the West Classic                                    | T2                                            | SFMS                    | –                       | –                       | –                       | –                       | –                       | –                       | –                       | –                       | –                       | –                       | –                       | –                       | 0/1                     | 2-1                     |                         |
| Turnieje kategorii Premier – wygrane/porażki                | Turnieje kategorii Premier – wygrane/porażki  | 2-3                     | 2-5                     | 0-2                     | 13-4                    | –                       | –                       | 1-1                     | 0-1                     | –                       | 0-1                     | 1-2                     | –                       | –                       | N/A                     | 19-19                   |                         |
| Turnieje kategorii Premier – wygrane turnieje               | Turnieje kategorii Premier – wygrane turnieje | 0/3                     | 0/5                     | 0/2                     | 1/5                     | –                       | –                       | 0/1                     | 0/1                     | –                       | 0/1                     | 0/2                     | –                       | –                       | 1/21                    | –                       |                         |

Partnerka
| HN  | Henrieta Nagyová     |
| LB  | Ljubomira Baczewa    |
| TP  | Tina Pisnik          |
| LC  | Laurence Courtois    |
| AM  | Alicia Molik         |
| BR  | Barbara Rittner      |
| MS  | Meghann Shaughnessy  |
| AS  | Ai Sugiyama          |
| MSR | Magüi Serna          |
| BS  | Barbara Schett       |
| CR  | Chanda Rubin         |
| JD  | Jelena Dokić         |
| CM  | Caroline Maes        |
| YW  | Yanina Wickmayer     |
| KF  | Kirsten Flipkens     |
| SK  | Swietłana Kuzniecowa |

#### Legenda
Turnieje kategorii Premier – turnieje zaliczone do tej kategorii w roku 2012
     zielony: W, wygrała turniej seniorski
     żółty: F, odpadła w finale w turnieju seniorskim
      ciemnobrązowy: SF, odpadła w półfinale w turnieju seniorskim
     jasnobrązowy: QF, odpadła w ćwierćfinale w turnieju seniorskim
     różowy: 4R, 3R, 2R, 1R, odpadła w IV, III, II, I rundzie w turnieju seniorskim
     biały: –, nie startowała
|    |                                             |
| T1 | Turniej był wówczas turniejem kategorii I   |
| T2 | Turniej był wówczas turniejem kategorii II  |
| T3 | Turniej był wówczas turniejem kategorii III |
| T4 | Turniej był wówczas turniejem kategorii IV  |
| T5 | Turniej był wówczas turniejem kategorii V   |

## Nietypowe rozstrzygnięcia meczów
Dane na dzień 2012-09-02

### Mecze wygrane bez utraty gema (wynikiem 6:0, 6:0)
| Rok  | Turniej         | Rywalka             | Runda | Wynik    |
| ---- | --------------- | ------------------- | ----- | -------- |
| 2000 | US Open         | Marta Marrero       | 1R    | 6:0, 6:0 |
| 2003 | Australian Open | Petra Mandula       | 2R    | 6:0, 6:0 |
| 2003 | Wimbledon       | Rossana de los Ríos | 1R    | 6:0, 6:0 |
| 2004 | Australian Open | Maria Elena Camerin | 2R    | 6:0, 6:0 |
| 2007 | Australian Open | Wasilisa Bardina    | 1R    | 6:0, 6:0 |
| 2011 | Australian Open | Dinara Safina       | 1R    | 6:0, 6:0 |

### Mecze wygrane walkowerem
| Rok  | Turniej    | Rywalka            | Runda | Wynik    |
| ---- | ---------- | ------------------ | ----- | -------- |
| 2005 | Rogers Cup | Ana Ivanović       | 3R    | walkower |
| 2006 | Wimbledon  | Wiktorija Kutuzowa | 2R    | walkower |

### Mecze poddane walkowerem
| Rok  | Turniej                   | Rywalka             | Runda | Wynik    |
| ---- | ------------------------- | ------------------- | ----- | -------- |
| 2001 | Pilot Pen Tennis          | Lindsay Davenport   | 1/2 F | walkower |
| 2004 | Pacific Life Open         | Laura Granville     | 3R    | walkower |
| 2004 | Qatar Telecom German Open | Karolina Šprem      | 3R    | walkower |
| 2006 | Sydney International      | Francesca Schiavone | 1/4 F | walkower |
| 2012 | UNICEF Open               | Urszula Radwańska   | 1/2 F | walkower |

### Mecze wygrane poprzez krecz rywalki
| Rok  | Turniej                                         | Rywalka          | Runda | Wynik             |
| ---- | ----------------------------------------------- | ---------------- | ----- | ----------------- |
| 1999 | Eurotel Slovak Indoor                           | Sandra Kleinová  | 2R    | 7:5, 3:1 krecz    |
| 2000 | TMS Indian Wells                                | Amélie Mauresmo  | 2R    | 3:0 krecz         |
| 2002 | Betty Barclay Cup                               | Barbara Rittner  | 2R    | 6:3, 2:1 krecz    |
| 2002 | Betty Barclay Cup                               | Jelena Dokić     | 1/2 F | 6:4, 4:4 krecz    |
| 2002 | WTA Tour Championships                          | Venus Williams   | 1/2 F | 5:0 krecz         |
| 2003 | UNICEF Open                                     | Justine Henin    | F     | 6:7(4), 3:0 krecz |
| 2006 | AEGON International                             | Wiera Zwonariowa | 2R    | 3:0 krecz         |
| 2010 | Western & Southern Financial Group Women’s Open | Ana Ivanović     | SF    | 2:1 krecz         |
| 2012 | Wimbledon                                       | Wiera Zwonariowa | 3R    | 6:3, 4:3 krecz    |

### Mecze poddane rywalce przez krecz
| Rok  | Turniej                   | Rywalka            | Runda | Wynik               |
| ---- | ------------------------- | ------------------ | ----- | ------------------- |
| 2003 | Sparkassen Cup            | Anastasija Myskina | 1/2 F | 5:7, 4:4 krecz      |
| 2004 | Gaz de France Stars       | Jelena Bowina      | 1/2 F | 6:4, 2:2 krecz      |
| 2005 | Qatar Telecom German Open | Patty Schnyder     | 3R    | 6:7(4), 6:5 krecz   |
| 2006 | Australian Open           | Amélie Mauresmo    | 1/2 F | 5:7, 6:2, 3:2 krecz |
| 2006 | Rogers Cup                | Stéphanie Dubois   | 2R    | 1:6, 3:2 krecz      |
| 2011 | BNP Paribas Open          | Marion Bartoli     | 4R    | 6:3, 1:3 krecz      |
| 2011 | Rogers Cup                | Zheng Jie          | 2R    | 6:3, 1:2 krecz      |
| 2012 | Brisbane International    | Daniela Hantuchová | 1/2 F | 7:6(4), 1:3 krecz   |

## Statystyki

### Przeciwko pierwszej dziesiątce rankingu WTA

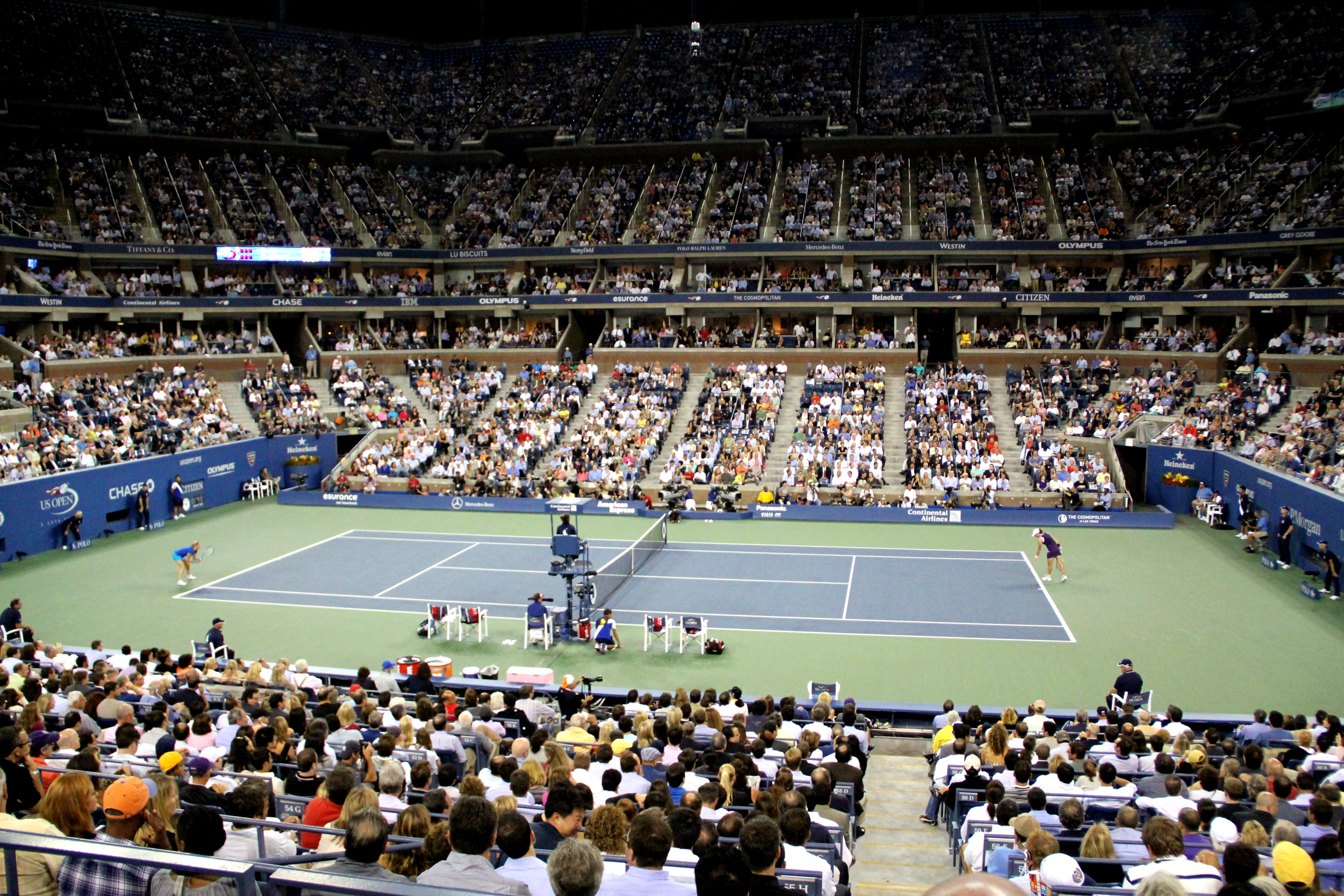
Kim Clijsters (z lewej) i Samantha Stosur, ćwierćfinał US Open 2010

Dane na dzień 2015-06-13.
| Rywalka                 | Liczba meczów | Bilans | W%     | Twarda         | Ziemna        | Trawiasta     | Dywan         |
| Justine Henin           | 25            | 13-12  | 52%    | 8-4            | 1-5           | 2-3           | 2-0           |
| Lindsay Davenport       | 17            | 9-8    | 52,9%  | 9-3            | 0-1           | 0-2           | 0-2           |
| Amélie Mauresmo         | 15            | 8-7    | 53,3%  | 7-5            | 1-0           | 0-0           | 0-2           |
| Jelena Diemientjewa     | 14            | 11-3   | 78,6%  | 7-1            | 2-1           | 2-1           | 0-0           |
| Venus Williams          | 13            | 7-6    | 53,8%  | 5-3            | 1-0           | 0-1           | 1-2           |
| Francesca Schiavone     | 12            | 12-0   | 100%   | 8-0            | 1-0           | 2-0           | 1-0           |
| Daniela Hantuchová      | 11            | 10-1   | 91%    | 6-1            | 4-0           | 0-0           | 0-0           |
| Wiera Zwonariowa        | 11            | 8-3    | 72,7%  | 5-2            | 0-0           | 3-1           | 0-0           |
| Jelena Dokić            | 10            | 7-3    | 70%    | 3-2            | 1-0           | 1-0           | 2-1           |
| Anastasija Myskina      | 10            | 7-3    | 70%    | 5-0            | 2-0           | 0-1           | 0-2           |
| Dinara Safina           | 10            | 8-2    | 80%    | 5-1            | 1-1           | 0-0           | 2-0           |
| Martina Hingis          | 9             | 5-4    | 55,6%  | 4-4            | 1-0           | 0-0           | 0-0           |
| Jelena Janković         | 9             | 8-1    | 88,9%  | 6-1            | 0-0           | 2-0           | 0-0           |
| Patty Schnyder          | 9             | 6-3    | 66,7%  | 4-1            | 0-1           | 0-1           | 2-0           |
| Marija Szarapowa        | 9             | 5-4    | 55,5%  | 5-3            | 0-0           | 0-1           | 0-0           |
| Serena Williams         | 9             | 2-7    | 22,2%  | 1-7            | 0-0           | 0-0           | 1-0           |
| Swietłana Kuzniecowa    | 8             | 7-1    | 87,5%  | 5-0            | 1-1           | 1-0           | 0-0           |
| Li Na                   | 8             | 6-2    | 75%    | 5-2            | 0-0           | 1-0           | 0-0           |
| Wiktoryja Azaranka      | 7             | 4-3    | 57,1%  | 4-2            | 0-0           | 0-1           | 0-0           |
| Chanda Rubin            | 7             | 7-0    | 100%   | 6-0            | 0-0           | 0-0           | 1-0           |
| Jennifer Capriati       | 6             | 3-3    | 50%    | 2-1            | 1-1           | 0-0           | 0-1           |
| Ana Ivanović            | 6             | 6-0    | 100%   | 4-0            | 0-0           | 1-0           | 1-0           |
| Conchita Martínez       | 6             | 5-1    | 83,3%  | 3-1            | 1-0           | 1-0           | 0-0           |
| Nathalie Tauziat        | 6             | 4-2    | 66,7%  | 2-2            | 0-0           | 1-0           | 1-0           |
| Anna Kurnikowa          | 5             | 4-1    | 80%    | 2-0            | 0-0           | 0-0           | 2-1           |
| Nadieżda Pietrowa       | 5             | 4-1    | 80%    | 1-1            | 1-0           | 0-0           | 2-0           |
| Samantha Stosur         | 5             | 5-0    | 100%   | 5-0            | 0-0           | 0-0           | 0-0           |
| Marion Bartoli          | 4             | 3-1    | 75%    | 3-1            | 0-0           | 0-0           | 0-0           |
| Amanda Coetzer          | 4             | 4-0    | 100%   | 2-0            | 0-0           | 1-0           | 1-0           |
| Mary Pierce             | 4             | 3-1    | 75%    | 2-1            | 0-0           | 0-0           | 1-0           |
| Arantxa Sánchez Vicario | 4             | 4-0    | 100%   | 2-0            | 0-0           | 0-0           | 2-0           |
| Marija Kirilenko        | 3             | 3-0    | 100%   | 0-0            | 2-0           | 1-0           | 0-0           |
| Paola Suárez            | 3             | 3-0    | 100%   | 2-0            | 1-0           | 0-0           | 0-0           |
| Caroline Wozniacki      | 3             | 3-0    | 100%   | 3-0            | 0-0           | 0-0           | 0-0           |
| Flavia Pennetta         | 2             | 2-0    | 100%   | 2-0            | 0-0           | 0-0           | 0-0           |
| Agnieszka Radwańska     | 2             | 2-0    | 100%   | 1-0            | 0-0           | 1-0           | 0-0           |
| Lucie Šafářová          | 2             | 2-0    | 100%   | 1-0            | 0-0           | 1-0           | 0-0           |
| Carla Suárez Navarro    | 2             | 2-0    | 100%   | 1-0            | 0-0           | 1-0           | 0-0           |
| Sara Errani             | 1             | 1-0    | 100%   | 1-0            | 0-0           | 0-0           | 0-0           |
| Steffi Graf             | 1             | 0-1    | 0%     | 0-0            | 0-0           | 0-1           | 0-0           |
| Simona Halep            | 1             | 1-0    | 100%   | 1-0            | 0-0           | 0-0           | 0-0           |
| Angelique Kerber        | 1             | 0-1    | 0%     | 0-0            | 0-0           | 0-1           | 0-0           |
| Iva Majoli              | 1             | 1-0    | 100%   | 1-0            | 0-0           | 0-0           | 0-0           |
| Jekatierina Makarowa    | 1             | 1-0    | 100%   | 1-0            | 0-0           | 0-0           | 0-0           |
| Andrea Petković         | 1             | 1-0    | 100%   | 1-0            | 0-0           | 0-0           | 0-0           |
| Monica Seles            | 1             | 0-1    | 0%     | 0-1            | 0-0           | 0-0           | 0-0           |
| Razem                   | 303           | 217–86 | 71,62% | 151-50 (75,1%) | 22-11 (66,7%) | 22-14 (61,1%) | 22–11 (66,7%) |

## Przebieg wybranych meczów w karierze
- Finał French Open 2001: pierwszy wielkoszlemowy finał Kim Clijsters i przegrana z Jennifer Capriati 6:1, 4:6, 10:12. Mecz trwał 2 godziny i 21 minut, a trzeci set był najdłuższy w historii kobiecych finałów w tej imprezie. Clijsters nie miała piłek meczowych, ale cztery razy była o dwa punkty od sukcesu[14].
- Finał WTA Tour Championships 2002: pierwsze w karierze zwycięstwo nad Sereną Williams: 7:5 6:3.
- Półfinał Australian Open 2003: przegrana z Sereną Williams 6:4, 3:6, 5:7. Porażka Belgijki mimo prowadzenia 5:1 w trzecim secie, i piłek meczowych przy stanie 5:2[134].
- Finał Italian Open 2003: wygrana z Amélie Mauresmo 3:6, 7:6(3), 6:0. Mauresmo prowadziła 6:5 w drugim secie i serwowała. Clijsters, będąc dwie piłki od porażki, zdołała doprowadzić do tie-breaka, a w decydującym secie nie dała swojej rywalce wygrać gema[135].
- Finał French Open 2003: przegrana z Justine Henin 0:6, 4:6. Był to pierwszy z trzech w całej karierze Belgijki finałów z Henin.
- Finał turnieju w Los Angeles 2003: po raz czwarty z rzędu pokonała Lindsay Davenport: 6:1, 3:6, 6:1. Dzięki temu zwycięstwu wyprzedziła Serenę Williams i została dwunastą w historii liderką rankingu WTA.
- Finał Filderstadt 2003: stawką meczu z Justine Henin było pierwsze miejsce w rankingu. Zwyciężyła 5:7, 6:4, 6:2 i utrzymała pozycję liderki.
- Finał WTA Tour Championships 2003: zwycięstwo nad Amélie Mauresmo 6:2, 6:0 i drugi triumf w Sony Ericsson Championships.
- Finał Indian Wells 2005: pokonała Davenport 6:4, 4:6, 6:2. Nierozstawiona, wracająca po długotrwałej kontuzji Clijsters zwyciężyła ówczesną liderkę światowego rankingu. Davenport prowadziła już 4:0 w pierwszym secie[136].
- Finał Miami 2005: wygrana 6:3, 7:5 z Mariją Szarapową. Dzięki 14 kolejnym wygranym w Indian Wells i Miami Belgijka awansowała ze 133. miejsca do czołowej dwudziestki rankingu.
- Ćwierćfinał US Open 2005: wygrana 4:6, 7:5, 6:1 z Venus Williams. Jedno z trzech zwycięstw nad Williams w dziewięciu meczach, jakie ze sobą rozegrały do tego momentu. Williams prowadziła już 6:4, 4:2, ale wtedy Clijsters wygrała 11 z kolejnych 13 gemów, pozostając w ostatecznie wygranym przez siebie turnieju[137].
- Finał US Open 2005: dzięki wygranej z Mary Pierce 6:3, 6:1 Belgijka odniosła pierwszy tytuł wielkoszlemowy.
- Finał US Open 2009: zwycięstwo nad Caroliną Wozniacki 7:5, 6:3, dzięki któremu odniosła drugi tytuł wielkoszlemowy w singlu. Był to dopiero trzeci rozegrany przez Belgijkę turniej po ponaddwuletniej przerwie.
- Finał Brisbane International 2010: Clijsters pokonała swoją rodaczkę Henin 6:3, 4:6, 7:6(6). Był to piąty turniej rozegrany przez zwyciężczynię US Open 2009 od wznowienia kariery po urodzeniu dziecka, natomiast Henin po półtorarocznej przerwie w Brisbane odnotowała swój pierwszy turniejowy występ. Clijsters prowadziła w meczu 6:3, 4:1 przy własnym serwisie, ale od tego momentu przegrała 8 gemów z rzędu. Następnie odrobiła straty, lecz po chwili przegrała kolejne 2 gemy. O zwycięstwie zadecydował tie-break, w którym Clijsters wykorzystała dopiero czwartą piłkę meczową (prowadziła w nim 6:3)[36].
- Finał Western & Southern Financial Group Women’s Open 2010: Kim Clijsters wygrała z Mariją Szarapową 2:6, 7:6(4), 6:2. Belgijka przegrywała z Rosjanką 2:6, 3:5. W dziewiątym gemie drugiego seta jej rywalka miała 3 piłki meczowe, jednak mecz został przerwany przez opady deszczu przy stanie 40-40. Po powrocie na kort Clijsters odrobiła straty w drugim secie i tenisistki rozgrywały tie-break. W nim Szarapowa objęła prowadzenie 3-0, ale ostatecznie przegrała go 4-7[41].
- Finał US Open 2010: trzeci triumf Belgijki w Wielkim Szlemie. Mecz z Wierą Zwonariową był wyrównany do wyniku 2:2 w pierwszym secie. Od tego momentu Kim Clijsters wygrała 10 z następnych 11 gemów[44].
- Finał Sony Ericsson Championships 2010: trzeci triumf Belgijki w mistrzostwach WTA. Clijsters wygrała 6:3, 5:7, 6:3 chociaż prowadziła w drugim secie 4:1[47].
- Finał Australian Open 2011: Wygrana 3:6, 6:3, 6:3 nad Chinką Li Na dała Kim Clijsters czwarty tytuł wielkoszlemowy w karierze. Mecz rozpoczęła od prowadzenia 2:0, ale potem wygrała tylko 1 z 7 pozostałych gemów pierwszego seta. W drugim przegrywała 2:3, lecz od tego momentu zwyciężyła w 6 kolejnych gemach. Od wyniku 4:1 w trzecim secie dla Belgijki, obie zawodniczki wygrywały swoje gemy serwisowe[51].